# Packard
Packard (Паккард) — з 1899 року американський виробник автомобілів. Штаб-квартира розташована у Детройті, штат Мічиган. У 1954 році була підписана угода про злиття фірм Packard і Studebaker, утворилася компанія Studebaker-Packard Corporation. У 1958 році компанія припинила виробництво автомобілів.

## Брати Паккарди
Джеймс Уорд Паккард разом зі своїм молодшим братом Вільямом Доуд Паккардом в 1890 році засновують фірму Packard Electric Company (першому на той момент було 29 років, другому — 27), і починають виробляти дугові лампи освітлення та іншу продукцію електричного характеру.
Незабаром Джеймс Паккард, який мав за плечима освіту інженера-конструктора, захоплюється саморушним екіпажем, першим його придбанням став трицикл De Dion. У 1898 році Джеймс дізнається, що в сусідньому Клівленді почалося серійне виробництво перших американських автомобілів, він їде туди і купує авто марки Winton. Проте по дорозі додому в Воррен, який знаходився в 50 милях від Клівленда, автомобіль постійно ламався, що цікаво, покупка була здійснена 13 серпня 1898 року і серійний номер автомобіля був 13.
Паккард написав листа Олександрові Уінтону, де негативно відгукнувся про автомобіль, на що Олександр Уінтон відповів, що той взагалі не зможе побудувати автомобіль, а якщо і зможе, то не кращим за його авто. Тим самим виклик був кинутий.

## Заснування компанії. Початок виробництва автомобілів

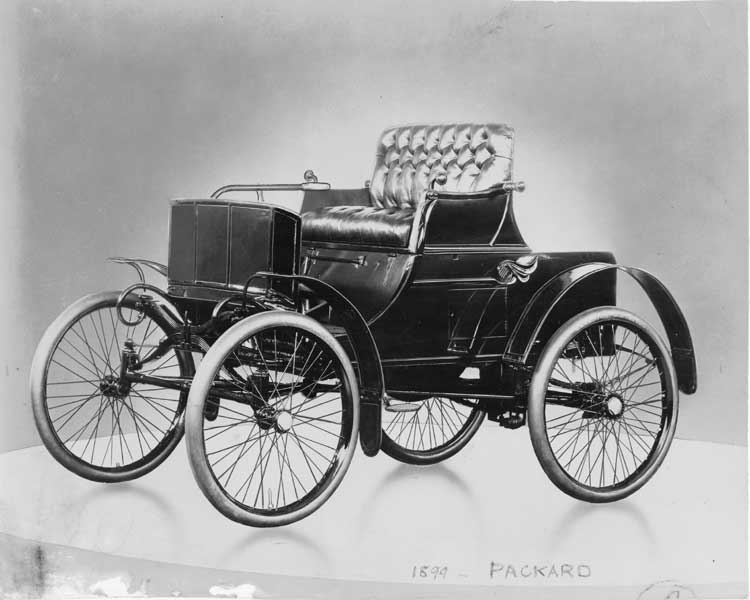
Packard A

На допомогу братові прийшов Вільям Паккард, а також дві людини з фірми Winton Motor Cariage Co. Це був Джордж Льюіс Вайс (акціонер фірми Уінтона) і Вільям Хетчер, менеджер Уінтона, якого переманив до братів Вайс. 3 липня було підписано угоду про спільну роботу і обговорений момент, що винаходи будуть належати і братам, і Вайсу. Робота закипіла на виробничих потужностях заводу New York & Ohio Co, що належав братам, за конструкцію відповідав Джеймс Паккард і Хетчер, Вайс відповідав за доставку комплектуючих, а молодшому Паккарду дісталася роль фінансового директора. І 6 листопада 1899 року на вулицю Воррена виїхав автомобіль Packard А, це був одноциліндровий 2.3 л 9-сильний авто з великими колесами. Мотор розташовувався під сидінням, а замість керма був ще важіль управління.
Автомобіль виявився найкращим серед тих, що випускалися в США на той момент. Що цікаво, перші два автомобілі придбав господар фірми Winton — Вільям Рокфеллер. Він придбав 2 автомобілі з 3-х виставлених на Нью-Йоркському автосалоні 1900 року. Всього їх було побудовано 5. У квітні 1900 року модель А була замінена моделлю В, яка технічно повторювала попередню модель, за винятком колісної бази, що збільшилася на 13 см. Цих машин продали вже 49 примірників. Влітку того ж року з'явилася модель С, на яку встановили звичне кругле кермо, мотор збільшили в об'ємі до 3-х літрів, а потужність — до 12 сил. Машини марки Packard непогано продавалися, оскільки були орієнтовані на багатих клієнтів, так, наприклад, якщо автомобіль Cole 30 коштував 1500 доларів, а «Олдсмобіл» — 650 доларів, то за «Паккард» просили всі 2500 доларів.
Щоб рекламувати свою продукцію, було вирішено брати участь у різних спортивних заходах, так 9 вересня 1901 року 5 машин фірми Packard було виставлено в гонках на витривалість з Нью-Йорка в Буффало, всього було заявлено 80 автомобілів. До кінця дня, коли автомобілі досягли Ротчестера, фінішувало лише 39 автомобілів, з яких 5 були Packard, причому, машини цієї марки фінішували на 2 і 3 місцях, проте перегони не продовжилися у зв'язку з трауром, оскільки в цей час помер 25-й президент США Вільям Мак-Кінлі.

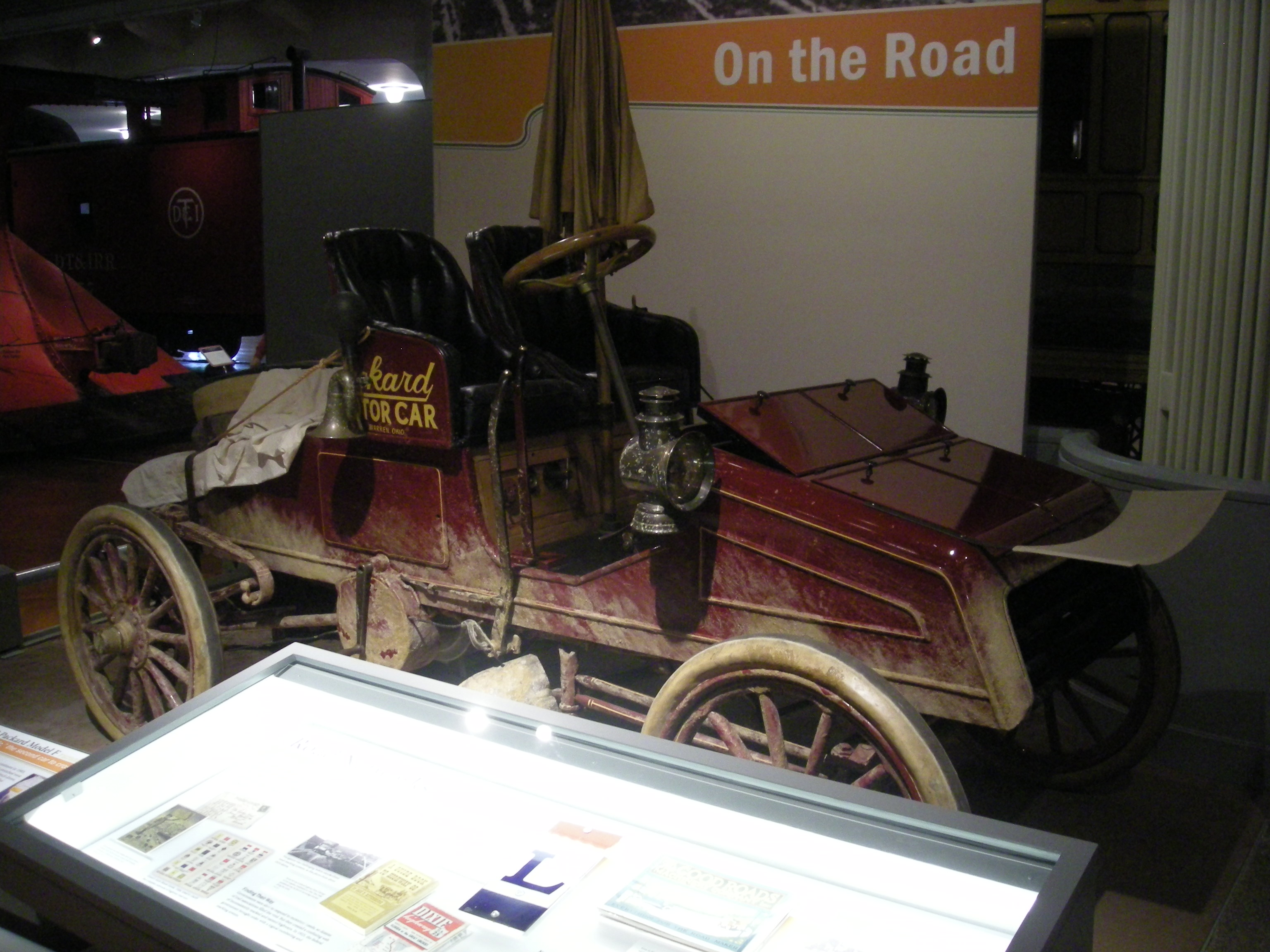
Packard F Runabout

У листопаді 1901 року на наступній автомобільній виставці був представлений прототип майбутньої моделі — модель F, це був одноциліндровий авто з мотором моделі С, однак машина відрізняється збільшеною на 20 см базою, а також 3-ступінчастою коробкою передач. В цей же час на виставці залізничний магнат Генрі Борн Джой купує 2 автомобілі марки Packard, вразившись їхньою якістю, крім цього, він купує 100 акцій фірми.
У січні 1902 року Джой їде в місто Воррен, в офіс фірми, там він зустрічається з братами і наполягає на тому, що треба розширювати виробництво компанії, проте брати пояснюють, що для цього у них немає достатніх коштів, тоді Джой купує ще 150 акцій компанії, і стає основним власником акцій. Тим часом модель «Ф» випускається в кількості однієї машини в день, що було дуже непоганим показником в цей час.

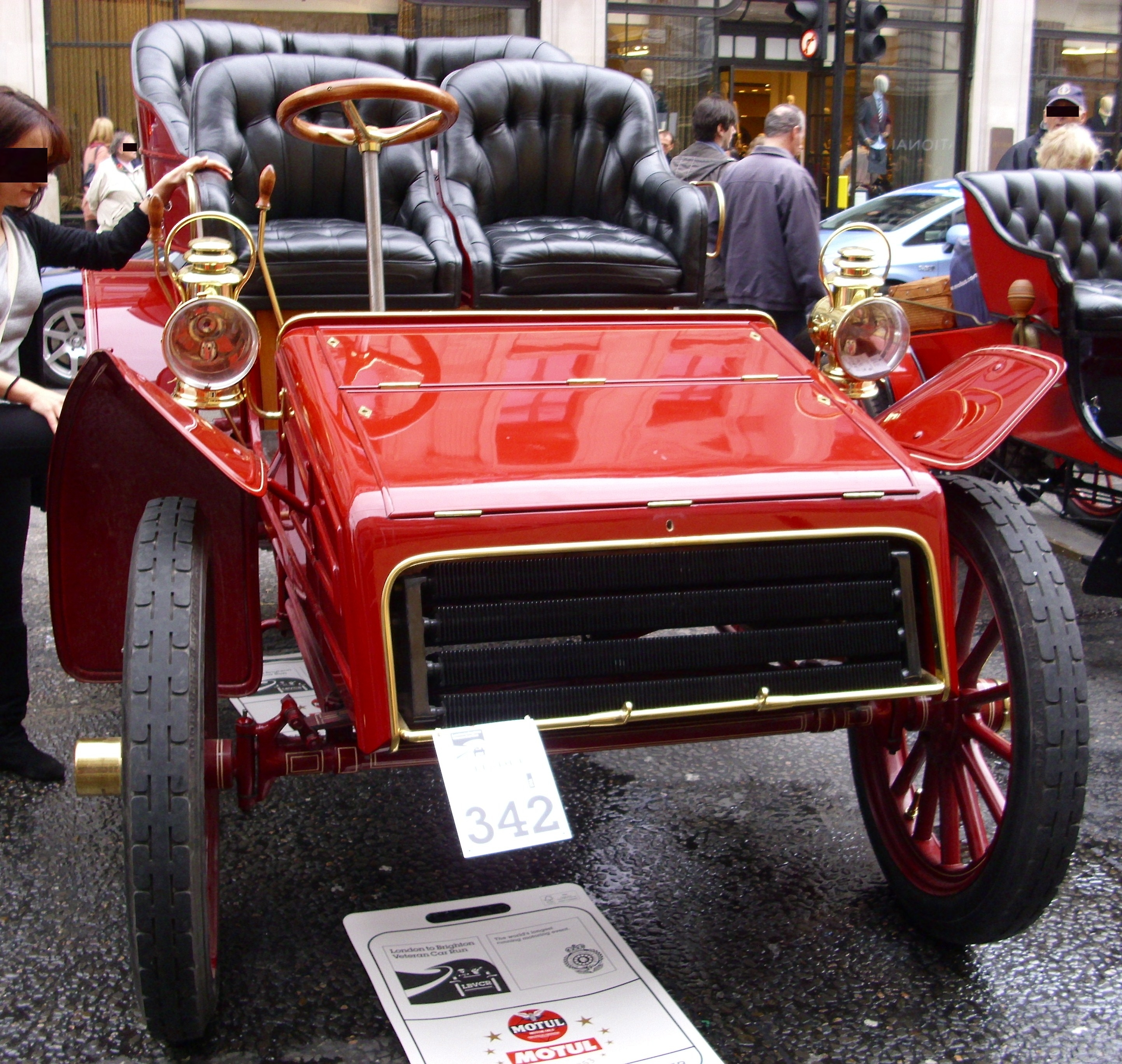
Packard G Surrey

У червні 1902 року з'являється нова модель G, яка має 2-циліндровий мотор, об'ємом 6 л і потужністю 24 сили. Рама цього автомобіля була виготовлена зі сталевих пресованих листів, це була єдина модель Packard з 2-ма циліндрами, і всього 4 подібних машин було вироблено.
У жовтні 1902 року Джой скуповує інші акції, стаючи господарем фірми, і перейменовує компанію в Packard Motor Car Co. Після цього купує в Детройті ділянку землі і наймає найвідомішого архітектора — Альберта Кана, для побудови найсучаснішого автомобільного заводу із залізобетону. Після покупки Джоєм компанії, з неї йдуть Вайс і Хетчер, до речі, автор моделі «Г», вони не згодні переїжджати в Детройт, так що на місце головного інженера приходить француз Шарль Шмідт, в липні 1903 року з фірми хотів піти і Д. У. Паккард, але через місяць передумав і погодився переїхати в Детройт. Однак приїхавши в жовтні в новий офіс компанії, в Детройті він отримує звістку, що померла його мати, він збирає речі і їде в Воррен, більше ніколи не повернувшись до активної діяльності в компанії, однак ім'я Джеймса Уорда Паккарда значилося президентом аж до 1909 року. Однак, незважаючи на це, саме Джеймсу Паккарду приписується народження рекламного слогана: «Ask The Man Who Owns One» («Запитайте у людини, яка вже володіє таким»).
До речі, в січні 1903 року модель F взяла участь у пробігу з Сан-Франциско в Нью-Йорк, машина побила рекорд, встановлений до цього фірмою «Уінтон» на 2 дні, подолавши 3500 миль за 61 день. Модель F отримала після цього власне ім'я — Old Pacific. У 1903 році ж Шарль Шмідт проектує першу 4-циліндрову модель К. Це був 12-літровий автомобіль, що розвивав 57 сил. На його базі головний конструктор побудував полегшений, з мінімальним використанням металу і дерева, спортивний варіант, прозваний Gray Wolf («Сірий Вовк»). Для полегшення ваги він встановив спицьовані колеса замість штатних, з дерев'яними спицями, які називалися в той час «артилерійськими». У вересні 1903 року Шмідт поїхав тестувати свій «болід» на іподром Гленвіла, де він зніс паркан і отримав перелом ребер. Оговтавшись після травм, в січні 1904 року заявився на гонки Ормонд — Дайтона Біч, де побив американські рекорди швидкості для будь-якого типу автомобілів, розвинувши на цій машині 126 км/год. У жовтні 1904 року Шмідт брав участь у перших гонках на кубок «Вандербільда», де йшов 4, коли гонку перервали через глядачів, що заважали на трасі.
«Сірий Вовк» до наших днів не зберігся, однак існує репліка, зроблена за оригінальними кресленнями.
У 1903 році фірма створила школу навчання механіків для дилершипа, Packard стала першою компанією, яка продавала машини через представництва, які належали їй, а не через агентів, як це робили в той час багато виробників. До речі, іншою особливістю ведення угоди було прийняття грошей після безпосередньої передачі автомобіля покупцеві, хоча скрізь практикувалася передоплата та отримання грошей, коли авто тільки вийшло за ворота складального цеху виробника.

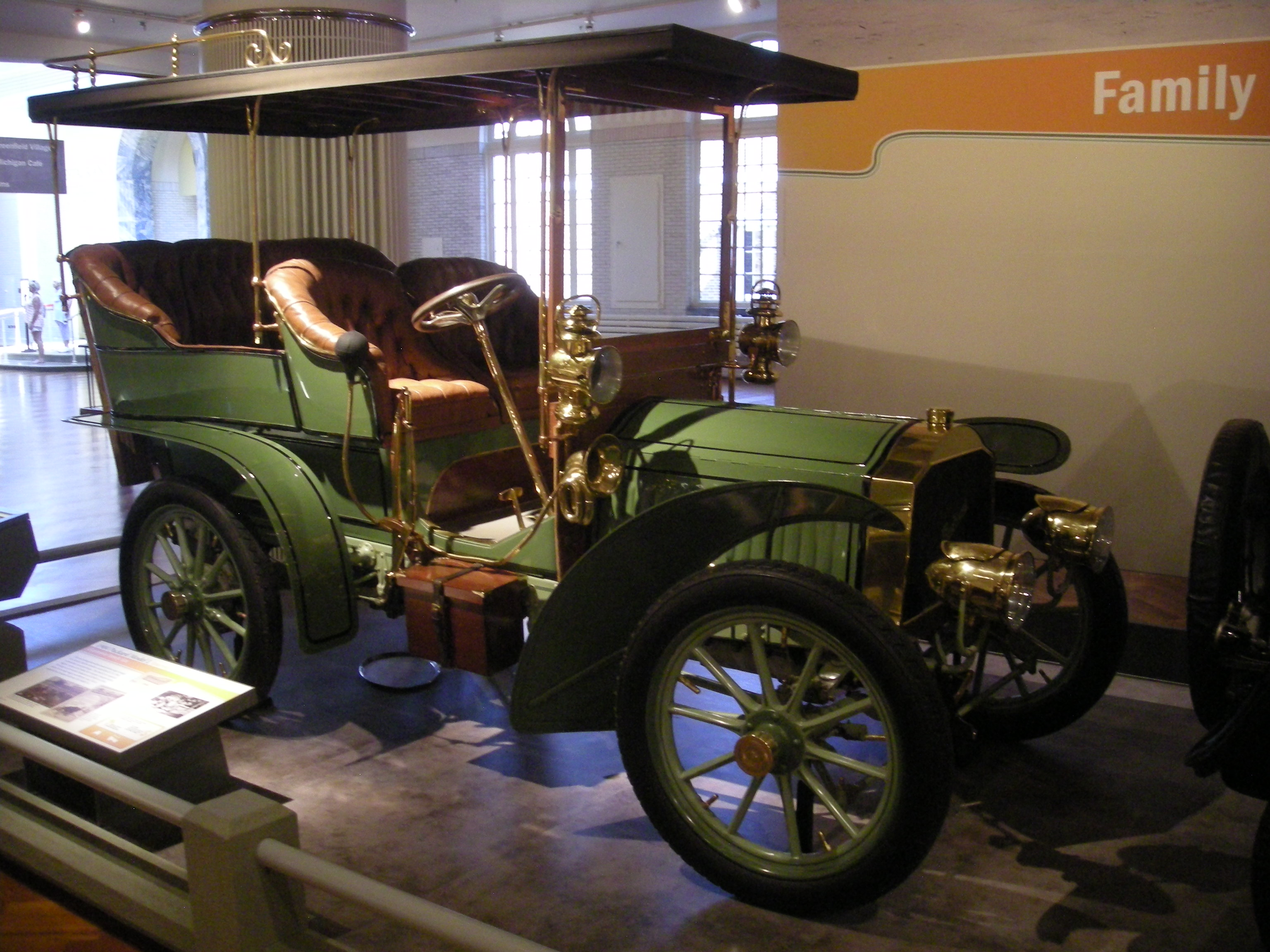
Packard L Tonneau

У 1904 році з'являється перший автомобіль із знаменитою куполоподібною решіткою радіатора.

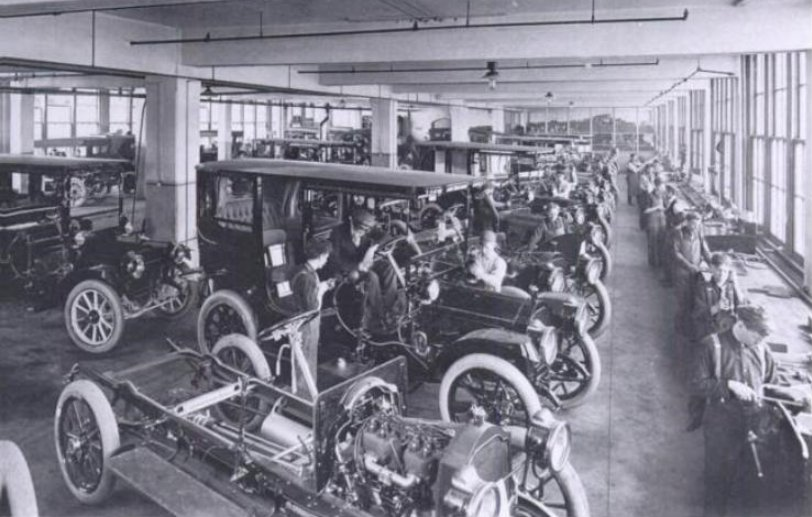
Packard S 24HP Runabout

Цей автомобіль був 4-циліндровим 4.5 л і потужністю 22 к.с.. Іншим елементом декору, який став фірмовою рисою автомобілів, були шестикутні заглушки коліс, спочатку вони були чорні і встановлювалися тільки на задніх колесах. У 1904 році фірма продала 200 автомобілів, через рік — 500, але фірма несла збитки, в 1905 році з'являється модель N, яка технічно була ідентична моделі L, проте мала довшу базу, в кінці року була представлена модель S, «Еска» оснащувалася 4-циліндровим мотором 5.7 л і потужністю в 70 сил. З цим авто рівні продажів піднялися до 700, і пішли перші прибутки, до речі, іншим цікавим моментом, пов'язаним з цим авто було те, що коли машини проходили обслуговування у офіційних дилерів, то ті мітили шестикутні ковпаки маточин червоною фарбою, зазначаючи перевірені автомобілі, з 1913 року всі шестикутні маточини будуть фарбуватися в рубіновий колір на заводі, вказуючи на те, що машина пройшла контроль якості.
У 1907 році пішли моделі, які носили в імені цифрове позначення, наприклад, Thirty, назва була дана на честь потужності мотора, але в каталозі 1909 року написано, що Brake Horsepower — 85 к.с., податкова потужність же дорівнювала 40. Автомобілі серії 30 мали свої підкатегорії: U, UA, UB, UC і т. д., які відрізнялися один від одного тільки модельним рядом (1909, 1910 і т. д., до 1912 року), машини мали кілька варіантів кузовів, для яких використовувалося одне шасі, проте моделі з кузовом Ранебоут мали базу, укорочену на 20 см (8"), ці моделі легко відрізнити за індексом S на кінці, тобто UBS, UCS і т. д..

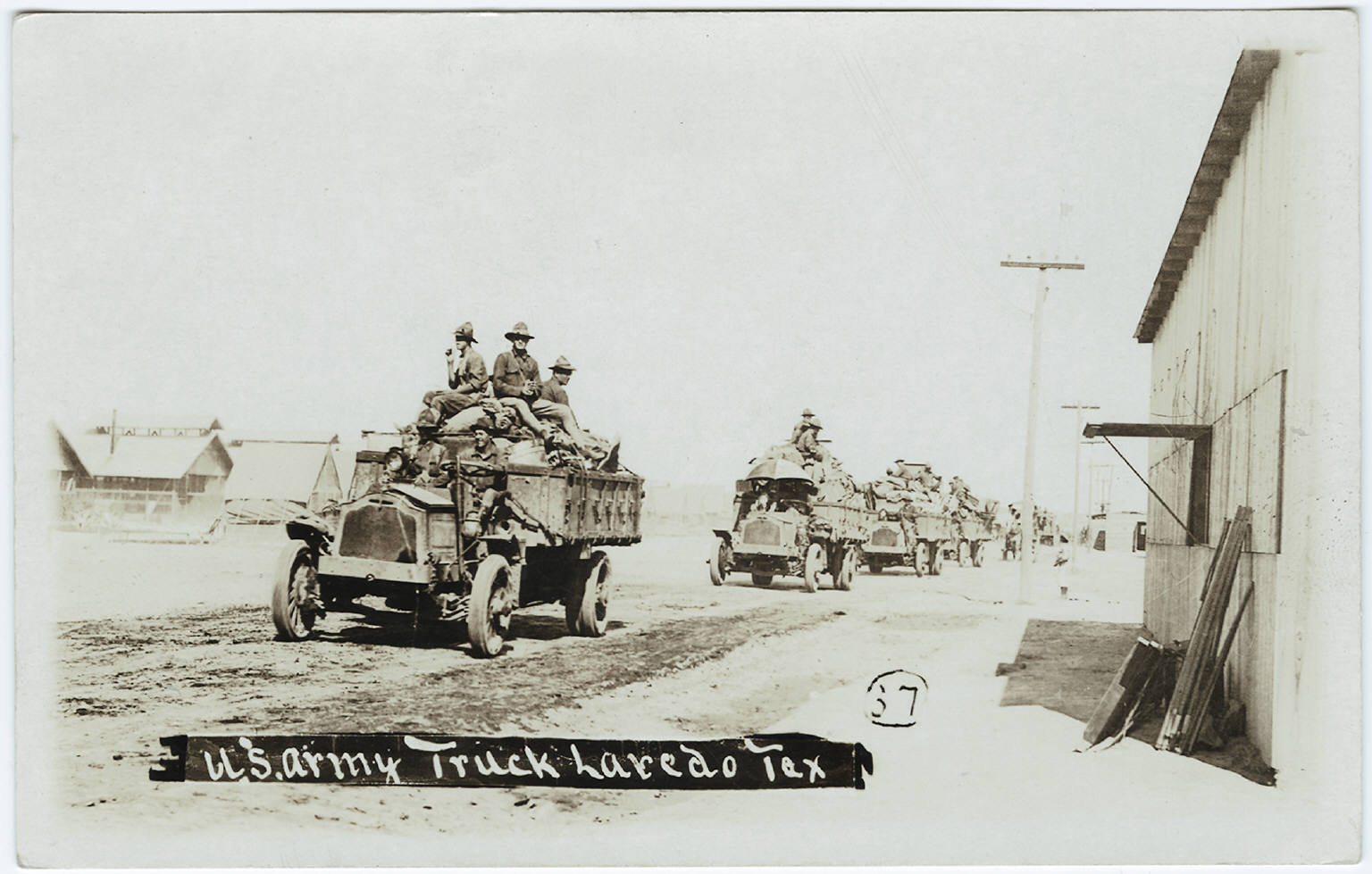
Packard Eighteen 3t Truck

Одночасно з 30 на ринок вийшла і випускалася до 1912 року модель Eighteen, більш молодша модель, на базі якої випускалися і вантажівки з в/п в 3 т.
Машина мала мотор в 4.35 л і потужністю в 53 к/с. Ця серія також має свої моделі: NA, NB і т. д..
Тим часом в 1909 році на Packard приходить працювати головним менеджером Алван Макколей, оскільки Джеймс Паккард виходить зі складу фірми, Макколей призводить разом з собою Джесса Вінсента, якого садять на місце головного конструктора.
У 1912 році 4-ки випускаються останній рік, в цей час дебютує 6-циліндровий мотор. Автомобіль з 8.6 л 82 к.с. отримує індекс — 48 (з податкової потужності). Через рік з'являється молодша 6-ка — серія 38, об'ємом 6.8 л. Більша 48 серія отримує свою власну назву — Dominant Six, а в пресі рекламується як «The Boss of the Road» («Король доріг»).

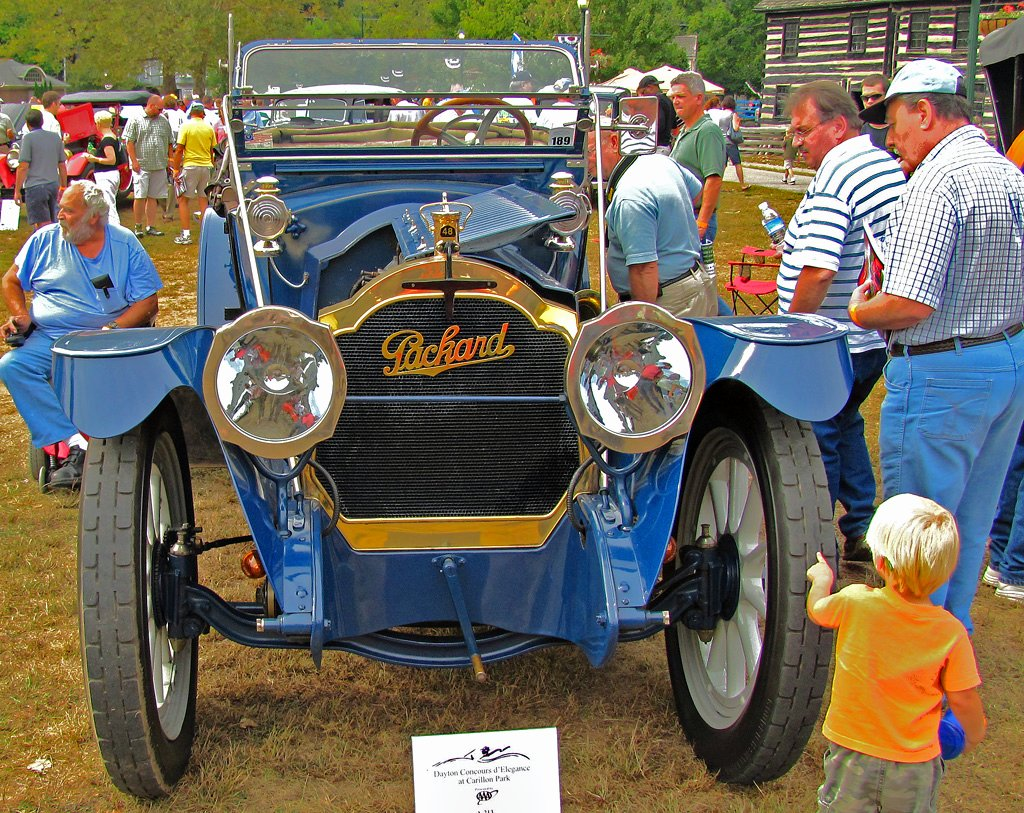
Packard 4-48 Runabout

До речі, автомобілі, виходячи з року випуску, мають індекс 48 (1912 рік), 2-48 (1913), 3-48 і 4-48 (у 1914 році, 4-ка мала довшу базу), 5-48 з'явилася в 1915 році, маючи ще більшу базу коліс. 38 серія мала всього 3 генерації: 1-38 в 1913 році, а також в наступні роки 2-38 і 3-38.

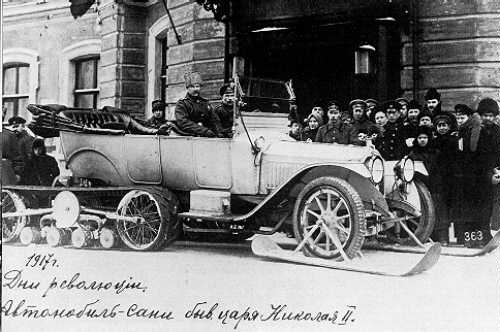
Packard 3-38 Touring Kegresse

У цей час за «Паккардом» була слава дорогих і якісних автомобілів, марку вважали одним з автомобільних стовпів Америки, що входить в так званий «Три П», що складається з: Peerless, Pierce-Arrow і Packard. У 1915 році Цар Микола II придбав свій перший «Паккард», який в 1916 році конструктор, особистий водій царя і за сумісництвом технічний директор царського гаража — Кегресс переробив, встановивши спереду лижі, а ззаду — гусеничні траки.
Під час революції на них будуть роз'їжджати вожді. До речі, на напівгусеничному «Роллс-Ройсі» роботи Кегресса в Червоних Горах буде роз'їжджати Ленін, машина стояла як експонат в цих самих гірках.
У 1914 році автомобілі цієї марки отримують ліве розташування керма, електричний стартер і освітлення, на вибір можна замовити 20 типів кузова. В останній день 1914 року Вінсент бере участь на святкуванні Нового року в Глінвуді, за столом він знайомиться з дівчиною, яка є постачальником аксесуарів компанії Packard, після свята він проводжає її додому, стоячи біля воріт її будинку, дівчина подивилася в очі Джессу і сказала: «У вас будуть близнюки, я бачу це по ваших очах.»
Вранці 1 січня 1915 року Вінсент летить в офіс, де починає накидати начерки 12-циліндрового V-подібного мотора, не дивлячись на святковий день, він дзвонить керівництву і говорить про свої плани. Приїхавши на місце, решта босів дають добро на проект. У травні 1915 року перший американський 12-циліндровий автомобіль був готовий, розвал циліндрів склав 60 градусів, його об'єм становив 7 л, а потужність — 88 к.с.. Не дивлячись на те, що це був 12-циліндровий мотор, важив він менше, ніж 6-циліндрові рівного об'єму, а завдяки всім алюмінієвим поршням, які також вперше були використані в моторах, що випускаються в США.

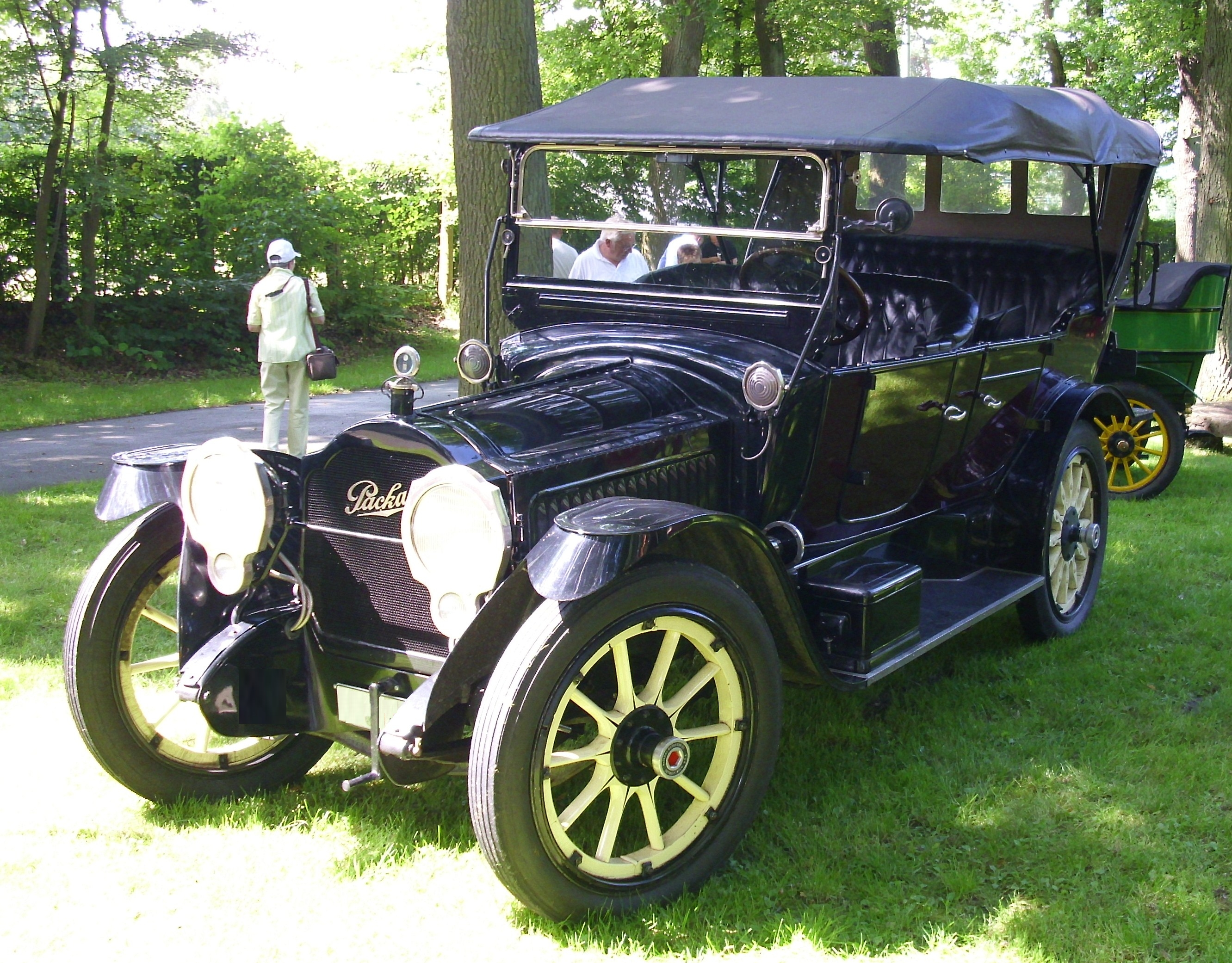
Packard Twin Six 1-35 Touring

Машина, яка отримала назву Twin Six, мала 2 типи шасі: 125 дюймів і 135, виходячи з довжини бази, машини отримали додаткові назви — 1-25, 2-35 і т. д., де перша цифра позначала серію автомобіля, а дві останні останні цифри — довжину бази.
Ходить легенда, що одну з перших машин у дилера в Оклахомі побачив один вождь індіанського племені Осейдж, який розбагатів на видобутку нафти. Він запитав, скільки коштує? — «7000 доларів.» Вождь виписав чек і поїхав на машині, через годину він дзвонить з одного села, яке перебувало на відстані більше 100 км від дилера, і питає, чи є ще одна така машина. Йому відповідають позитивно, тоді він говорить, нехай йому її привезуть і він заплатить, коли представники фірми приїхали, виявилося, що гарячому індіанцю на шляху попалася дичина, яка і пом'яла передні крила автомобіля, але «новий індіанець» відмовився використовувати далі пом'яту машину.
У підсумку «Твін Сікс» виявилася однією з найбільш масових автомобілів марки на той момент, так за 1916 рік було продано 7746 авто, а через рік — 8899, а в Європі виробники люксових машин могли тільки мріяти про такі обсяги продажів, оскільки там йшла Перша світова війна.

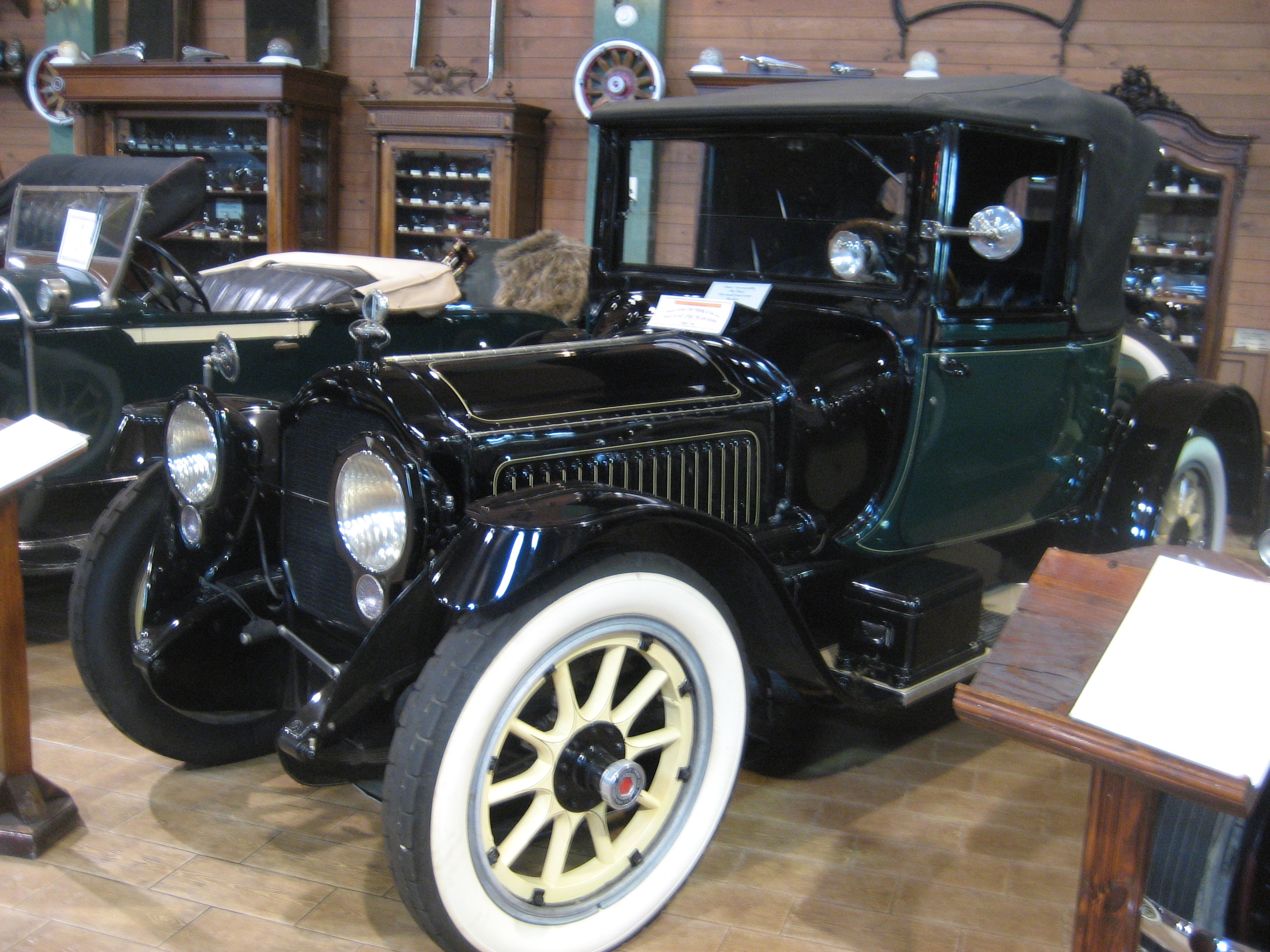
Packard Twin Six 2-25

В кінці 1915 року була збудована спортивна версія «Твін Сікс», яка розвивала 110 сил, на цій машині Ральфом де Пальмою було поставлено декілька рекордів на спортивних трасах. До речі, саме такий спортивний «Паккард» став першим автомобілем цієї марки в Аргентині.

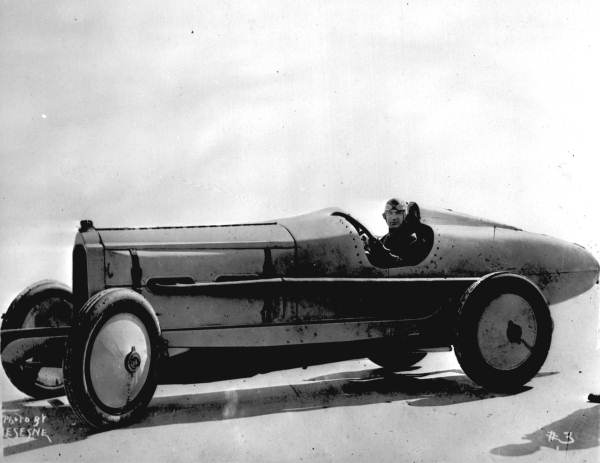
Packard Twin Six 905

Цей 110-сильний мотор був розроблений для авіації, в якій потребував уряд під час війни, незабаром Вінсент спроектував 14.8 л 275-сильний мотор для літаків Liberty. До речі, в 1919 році де Пальма встановив рекорд швидкості для наземного транспорту на автомобілі марки «Паккард», на який був встановлений один такий мотор, сталося це 12 лютого 1919 року, тоді Ральф де Пальма розвинув в Дайтона Біч 241,2 км/год. Машина отримала індекс 905 за об'ємом мотора в куб. дюймах.
Також ця машина поставила рекорд швидкості, розвинувши за одну милю, рушивши з місця, 148 км/год, цей рекорд в США протримався більше 30 років, а в Європі його побили в 1929 році. Машина цілком успішно брала участь в Інді 500.
До речі, Енцо Феррарі згадував, що коли конструював свої V12 мотори, то завжди згадував фотографії, де був відображений «Паккард 905» на Інді 500. Після Першої світової він міг споглядати і милуватися цими прекрасними автомобілями (серійними Twin Six), оскільки на них роз'їжджали в Італії американські офіцери.
У 1916 році Алван Маколей стає босом «Паккарда», оскільки Джой подає у відставку внаслідок конфлікту. Конфлікт народився завдяки відмові ради директорів продавати фірму Чарльзу Нешу, хоча Джой наполягав на цьому. Сам Неш через рік створить фірму Nash Motors Company. Алван Маколей розширює територію заводу і лінійку моторів, випускаючи мотори для наземного транспорту, авіації і тепер уже для морського транспорту. Джой іде служити в авіацію США, де дослужиться до лейтенант-полковника авіації США.

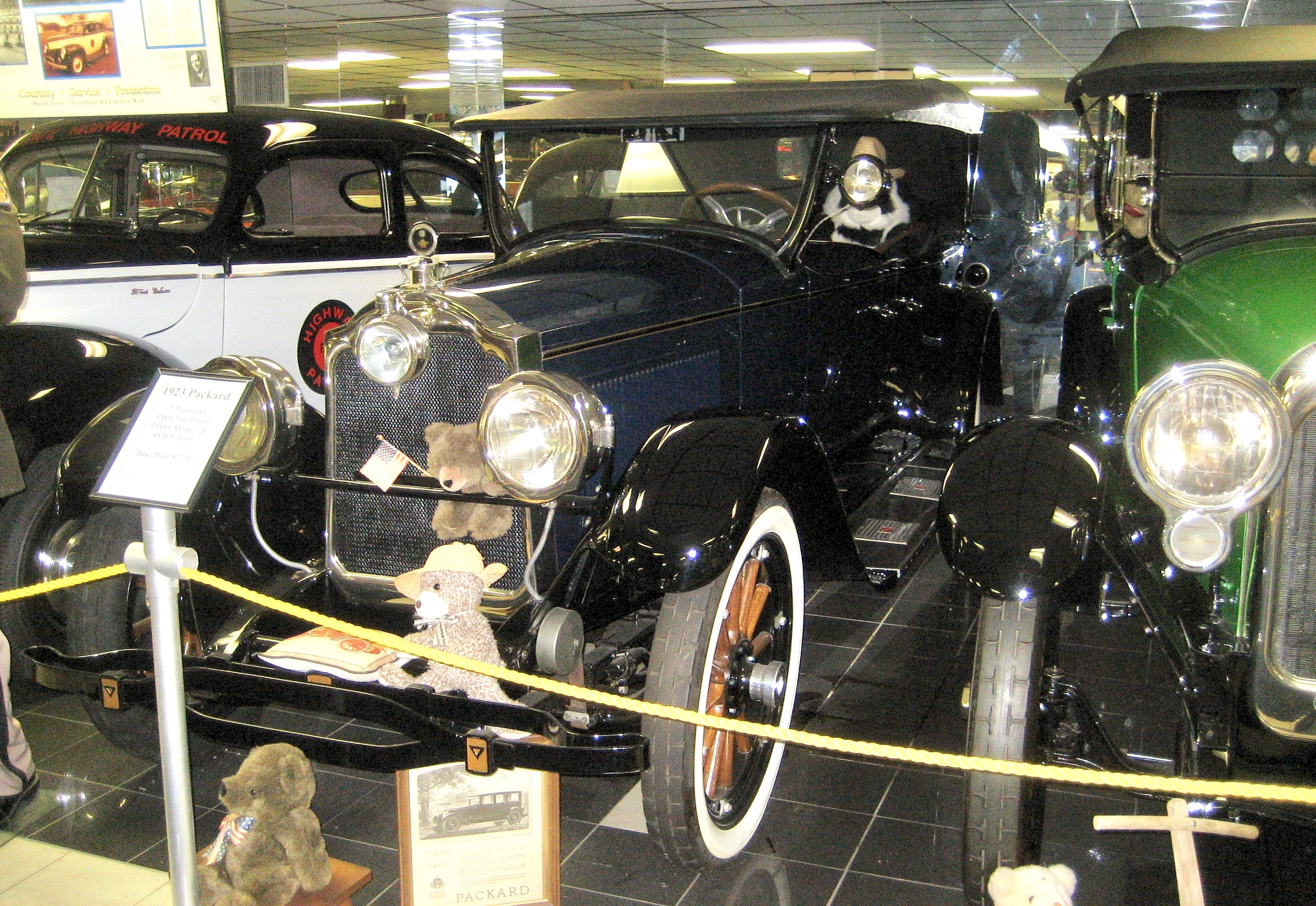
Packard Single Six 226 Touring

Тим часом «Твін Сікс» залишається єдиною моделлю заводу аж до 1921 року. У 1920 році, зіткнувшись з післявоєнною кризою, керівництво компанії вирішує вийти на ринок більш дешевих машин. І в 1921 році з'являється більш доступна модель Single Six, вона оснащується рядною шісткою, потужністю 54 к.с. і об'ємом 4 л. Проте машина, не дивлячись на те, що була дуже надійною і комфортною, спочатку не користувалася попитом, справа в тому, що покупці «Паккардів» купували «Твін Сікс» для оновлення свого старого гаража, а «Сингл Сікс» був більш молодшою моделлю, так що треба було залучати до лав покупців непостійних клієнтів. У перший рік випуску випускалася серія 116. Через рік з'явилися більш довгі бази, і відповідно серії 226 і 233, також був збільшений об'єм двигуна до 4.4 л.

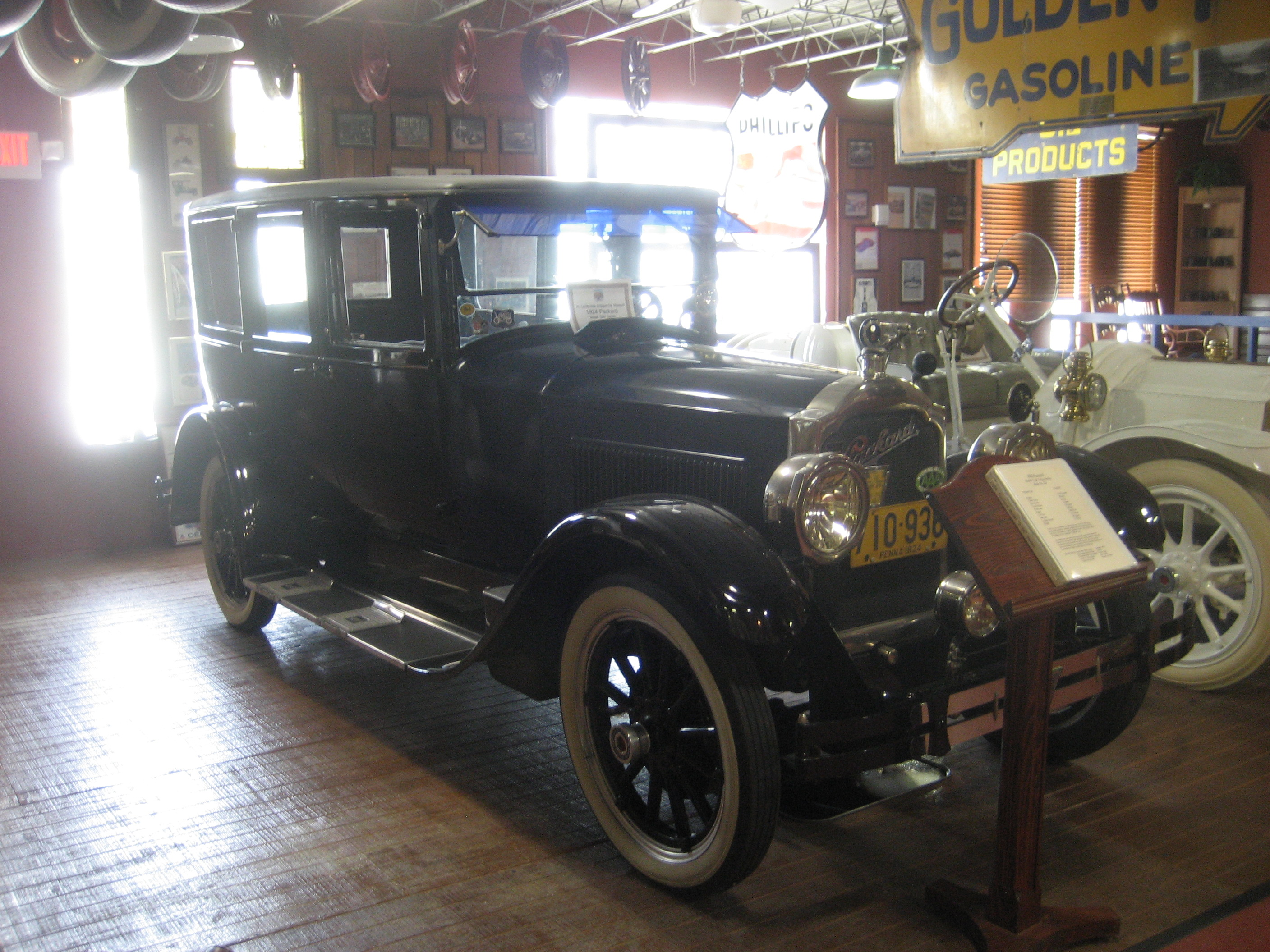
Packard Single Eight 143 Town Car by Fleetwood

До 1923 року Вінсент і його команда вирішує розробити нову топову машину, яка прийде на зміну «Твін Сикс», це повинна була бути машина з рядною вісімкою під капотом. Справа в тому, що піонером рядних вісімок в США були «Дюзенберг», захворів ними і Вінсент, він багато і довго вивчав цю конструкцію, і прийшов до висновку, що можна добитися непоганої потужності, надійності й економічності від такого мотора. У підсумку в червні 1923 року з'являється модель Single Eight з мотором 5.9 л і потужністю в 84 к.с.. Цей мотор буде у виробництві з незначними змінами 33 роки. Цей мотор мав чавунний блок з алюмінієвим картером і бічним розташуванням клапанів, автомобіль же оснастили, крім іншого, гальмами всіх коліс і 4-ступінчастою коробкою передач. Автомобіль мав 2 бази шасі — 136 і 143 дюйми.

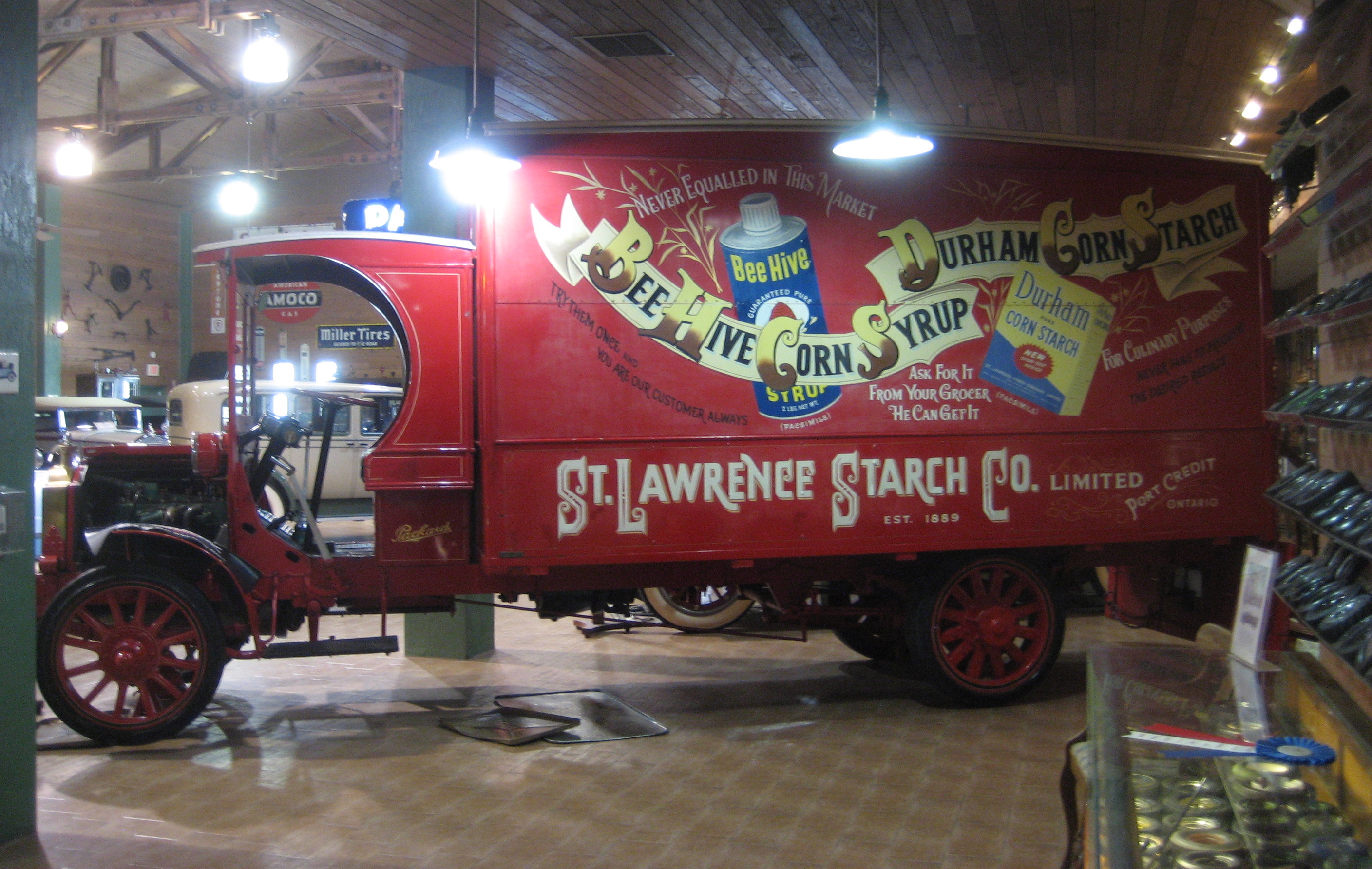
Packard Model E 7t

Для того, щоб справлятися з попитом на цю машину, було вирішено припинити виробництво комерційного транспорту цієї марки.
Запуск 8-циліндрової машини був затьмарений смертю молодшого з братів Паккард.
У 1925 році, коли вже забули про «Твін Сікс», було вирішено поміняти назви «Сингл Сікс» і «Сингл Ейт» на просто «Сікс» і «Ейт», однак додаткові цифри носили ще характерне позначення серії і довжини бази, наприклад, Six 326 або Eight 236. Мотор 6-ки був збільшений до 4.7 л, а потужність — до 60 сил. Однак через рік імена 6 і 8 зникають з назви, і машини починають іменуватися тризначними цифрами, плутаючи покупців.

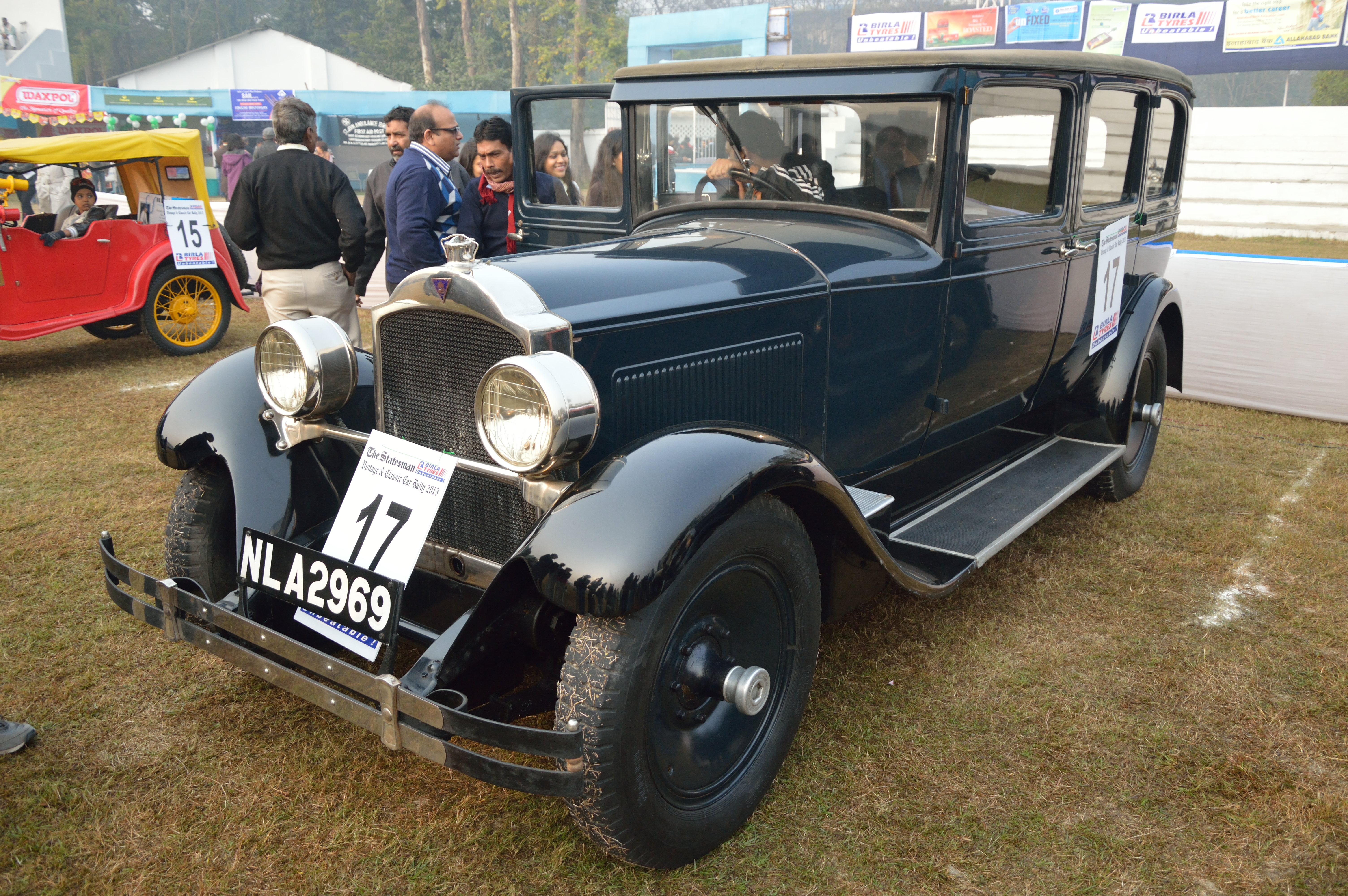
Packard 236

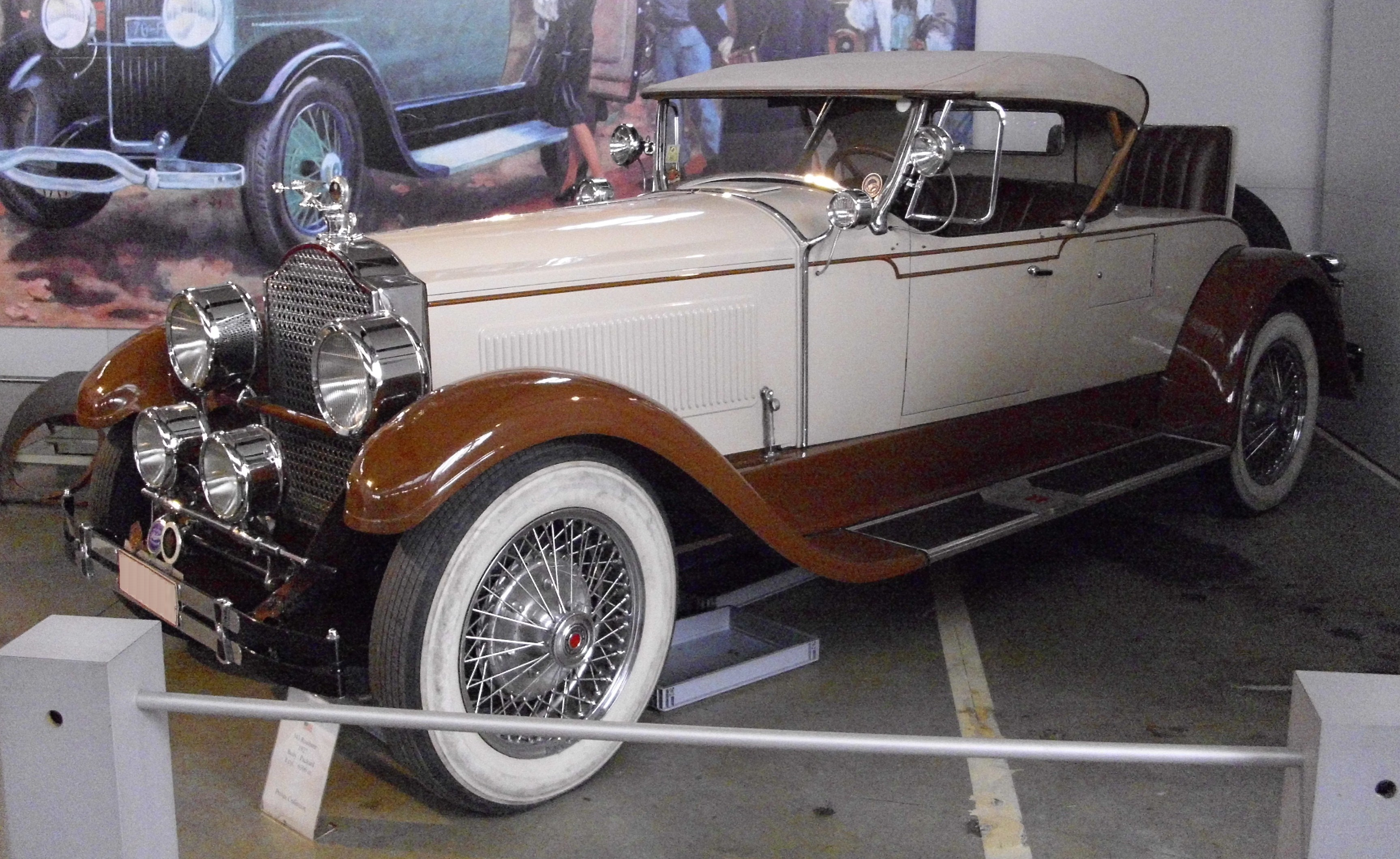
Packard 343 Dual Windshield Phaeton

Так в 1926 році були 6-циліндрові моделі 326, 333, 426 і 433, у 8-циліндрових машин були індекси 236, 243, 336 і 343 (причому, у 336 і 343 був збільшений до 6.3 л мотор, потужністю 90 сил).
До речі, в цей період «Паккард» випускає і продає близько 34 000 автомобілів проти 27 500 машин марки «Кадиллак», який є найближчим конкурентом.

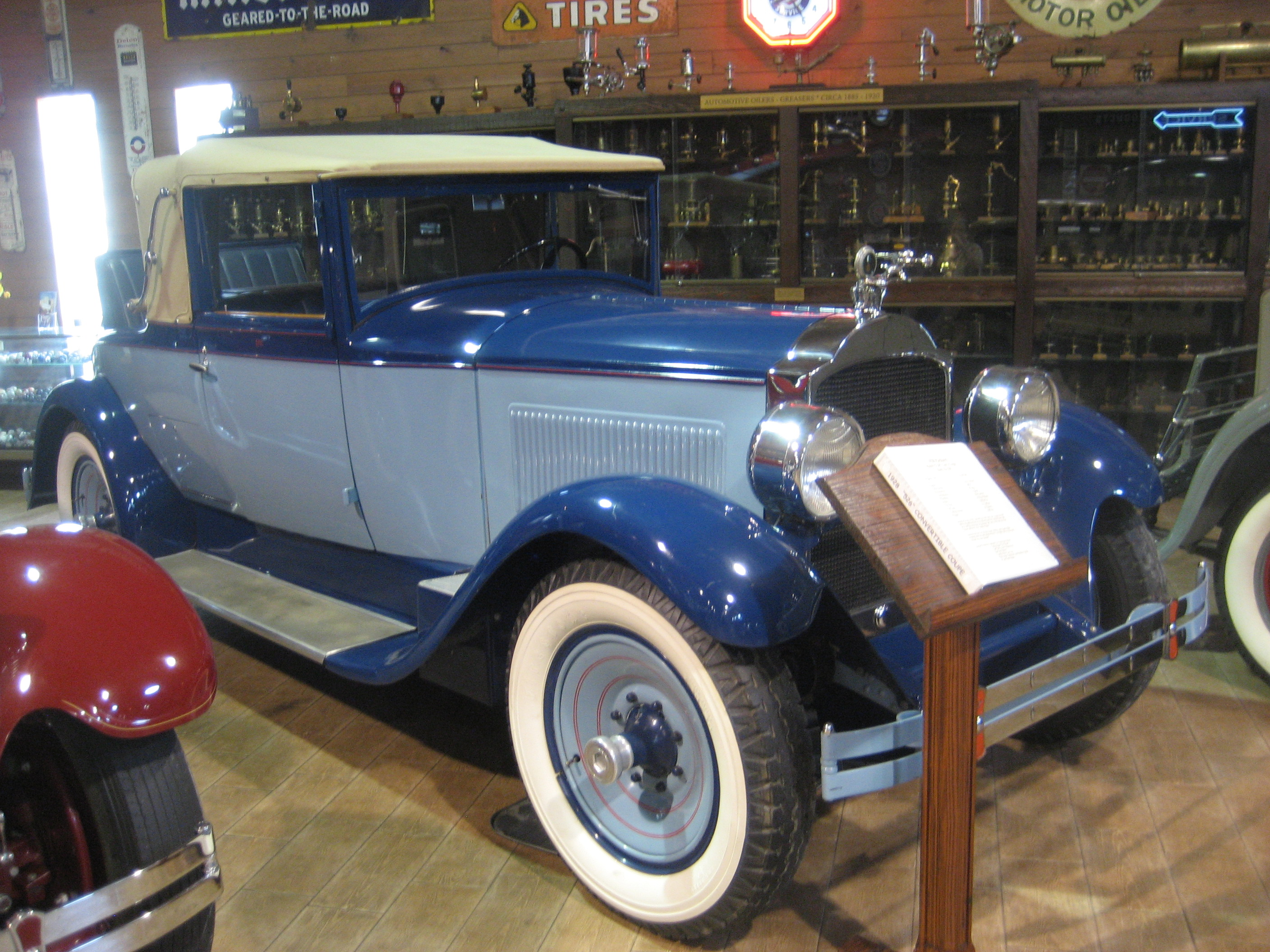
Packard 526

У 1927 році виробничу програму складають 6-циліндрові моделі 426, 433, 526 і 533 і 8-циліндрові — 336, 343, 443.

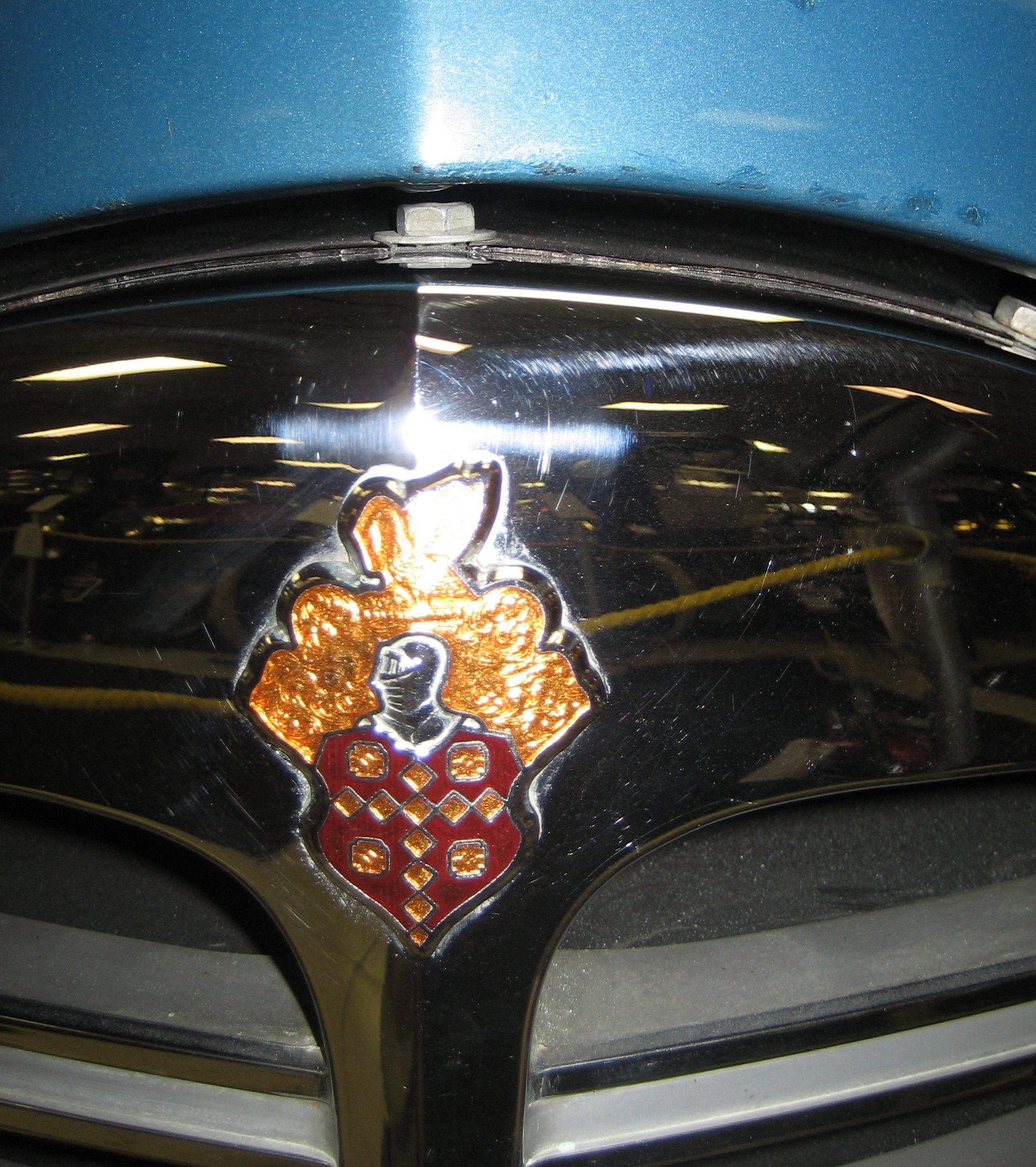
Герб на решітці радіатора

У 1928 році було вирішено залишити кожному мотору по одній базі, у підсумку в каталозі значилося всього 2 моделі: 533 (6-ка) і 443 (8-ка). У тому ж році помирає старший з Паккардів — Джеймс, у листопаді 1928 року керівництво фірми вирішує встановлювати на решітку радіатора фамільний герб родини Паккардів, який був привезений Семуелом Паккардом із Стонхем Еспела, Великої Британії в Бостон, США ще в серпні 1638 року.
На цьому гербу був зображений пелікан, який ніби розриває свій живіт, щоб нагодувати своїх пташенят. Потім цього пелікана фірма буде по різному зображати і використовувати в декорі своїх автомобілів.
У серпні 1928 року «Паккард» припиняє виробництво 6-циліндрових автомобілів. Не дивлячись на це, обсяги продажів за цей рік становлять 55 000 примірників, такі цифри не снилися ні «Лінкольну», ні «Кадиллаку», не кажучи вже про «Пірс-Ерроу».

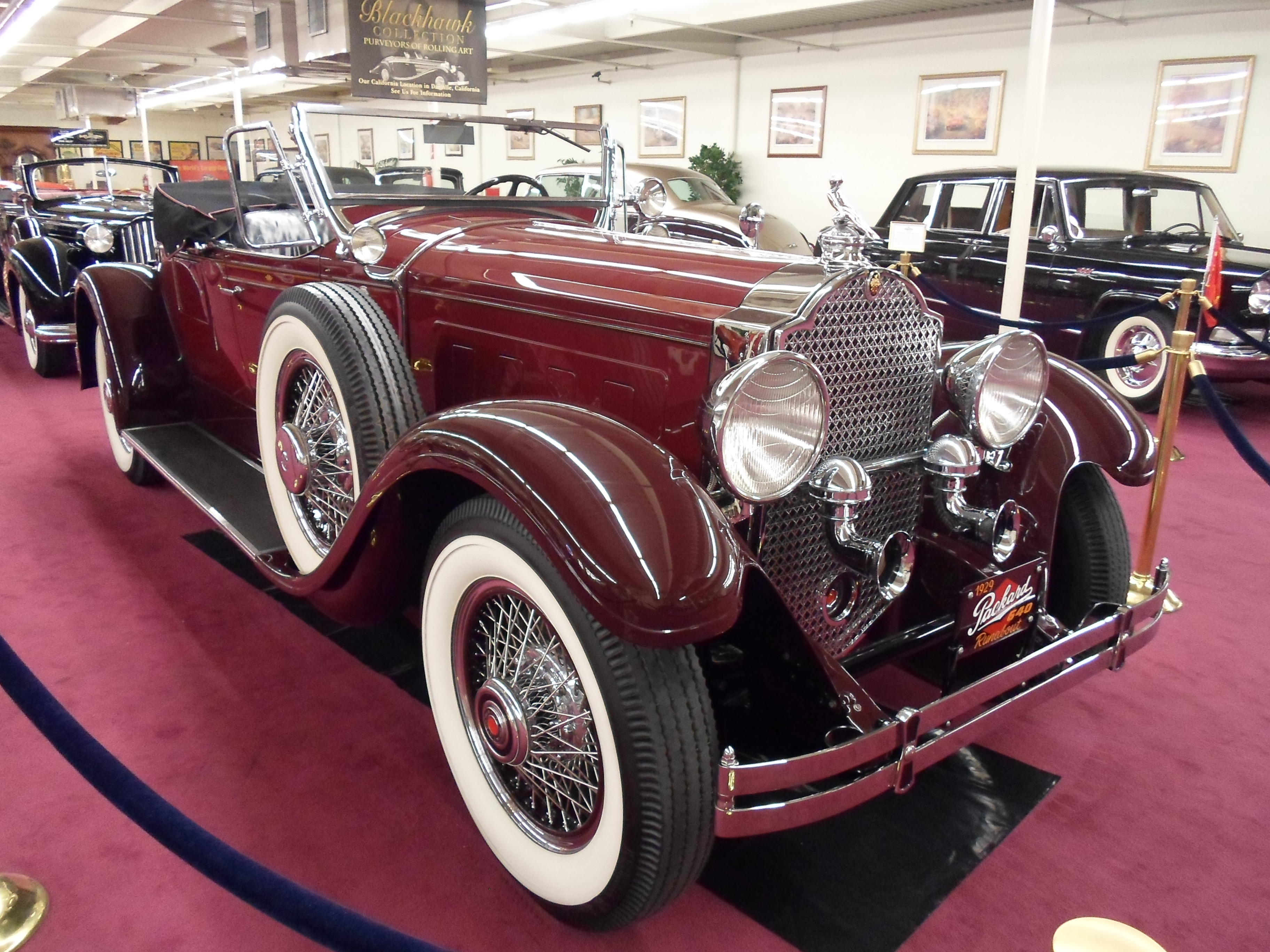
Packard 640 Roadster

З 1929 року автомобілі починають носити цифрове позначення серій, так автомобілі 1929 року є 6-лю серією, оскільки модельний ряд становлять автомобілі 626 і 633, також мають назву Standart Eigh, їх мотор дорівнював 5.2 л і мав потужність в 90 к.с., крім 5.2 л моделі були серії з мотором в 6.3 л і доведеною до 106 к.с. потужністю, вони носили назву 640 Custom Eight і 645 DeLuxe Eight, дві останні цифри позначали довжину бази в дюймах.
Обмеженою версією випускалися спортивні варіанти Speedster Eight, які оснащувалися 6.3 л мотором, який мав 3 карбюратора, спортивний розподільчий вал і більш високий ступінь стиснення, цей мотор видавав 130 сил, а важка машина розвивала максимальну швидкість в 160 км/год, всього за 1929 рік було вироблено 220 таких автомобілів.
У 1930 році з'являється 7 серія, а через рік — 8 серія, які практично ідентичні модельному ряду 1929 року. У 1931 році керівництво фірми «Паккард» запрошує Ван Раста і Мілтона, які були гонщиками і брали участь у проектуванні передньопривідного Cord L29, спроектувати новий 12-циліндровий мотор, а заодно і передньопривідну схему для «Паккарда». Ван Раст і Мілтон будують V12, об'ємом 6.2 л, який встановлюють на раму 7 серії, до рами кріплять Х-подібні підсилювачі і передній привід. Кузов прототипу було доручено спроектувати графу Алексису Сахновські. На виході вийшов досить низький потужний автомобіль, автомобіль активно випробовувався і особливих проблем не було виявлено. Однак у розпал кризи керівництво «Паккарда» все-таки не наважується йти по шляху «Корда». Машина зберігалася до 1935 року на заводі, коли її було вирішено здати під прес, проте якимось дивом машина була врятована і продана, вона активно користувалася своїми господарями, а тепер радує відвідувачів музею, де і зберігається після реставрації.

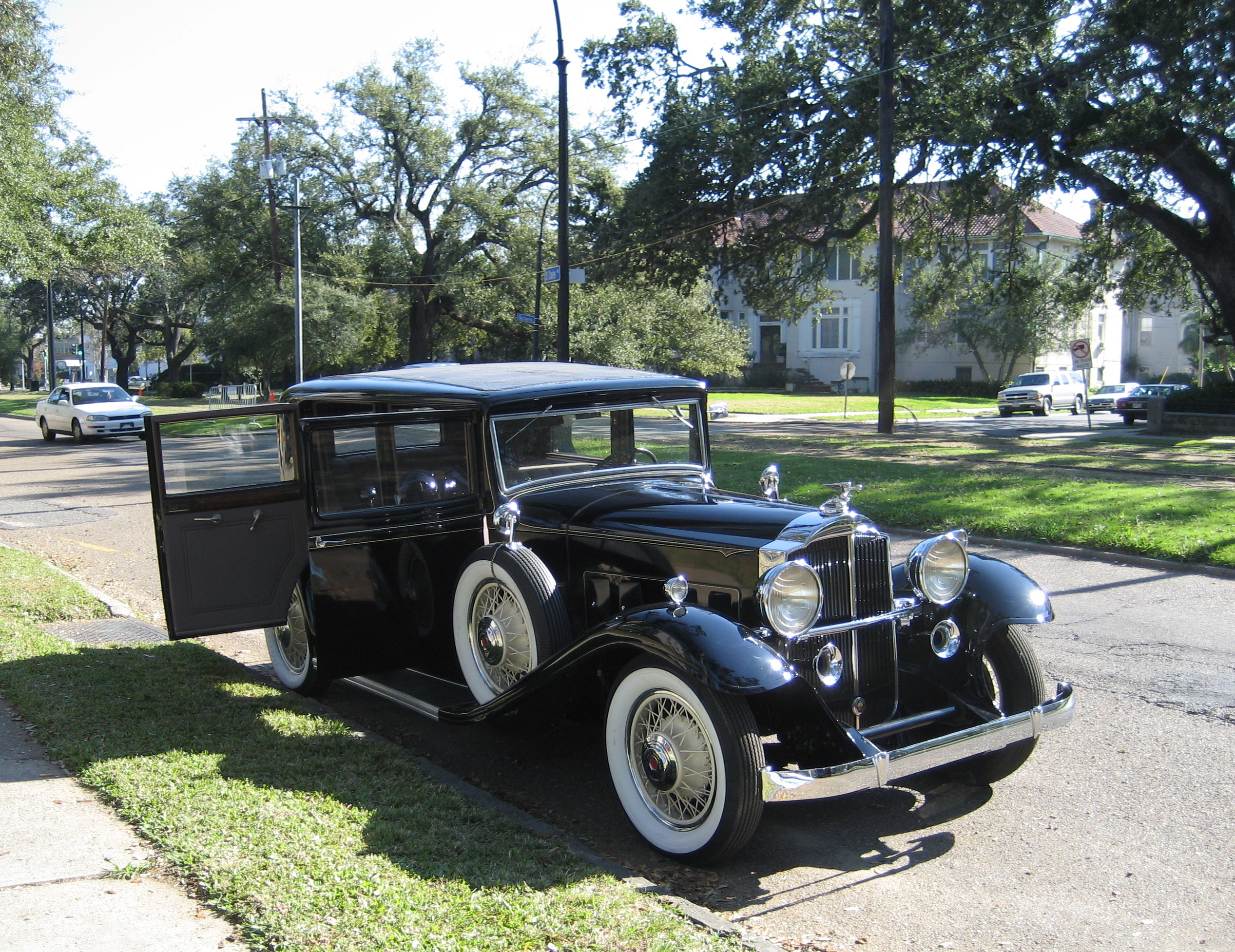
Packard Twin Six 906 Dietrich

Але ідея 12-циліндрового автомобіля не була похована, і в січні 1932 року на автомобільній виставці був представлений новий Twin Six класичного компонування, мотор мав об'єм 6.4 л і потужність 150 сил. Цей мотор був доопрацьований Вінсентом. Машини з цими моторами отримали індекс 905 і 906, причому останній позначався ще як Twin Six Individual Custom, 906 модель мала базу на 13 см більшу, ніж 905 модель.
Хоч машина і була представлена офіційно в січні 1932 року, перші зразки були побудовані влітку 1931 року, тоді ж була представлена «Паккардовська» фішка — регульована жорсткість амортизаторів, можна було вибрати 3 позиції за допомогою важеля, що знаходився на панелі приладів, ця система отримала назву Packard Ride Control. Водій міг, виходячи з навантаження, типу дороги і швидкості, самостійно вибирати режим: м'який, середній і жорсткий. За допомогою троса змінювалася висота штока гідравлічного амортизатора.
Однак в цей час на дворі бушує криза, якщо до кризи дорогі машини займали близько 10 % від усього обсягу збуту, то тепер дорогі машини типу «Кадиллака», «Паккарда», «Пірлесс» та ін. ледве досягають 2 % від числа продаваних машин, щоб бути в строю, «Паккард» вирішує випустити на ринок модель, яка буде коштувати в районі 1700 доларів (базова вісімка коштувала від 2500 доларів). Так з'являється автомобіль 900 серії, або Light Eight, машина мала укорочену базу, мотор був колишній, 5.2 л, але вже до цього моменту розвивав 110 сил. «Лайт Ейт» мала 4 базових кузови, які мали свої індекси: Type 553 — Sedan з 5-ма місцями;
Type 563 — Coupe-Sedan з 5-ма місцями;
Type 568 — Coupe на 2 або 4 пасажири;
Type 569 — Coupe-Roadster також на 2 або 4 пасажири.

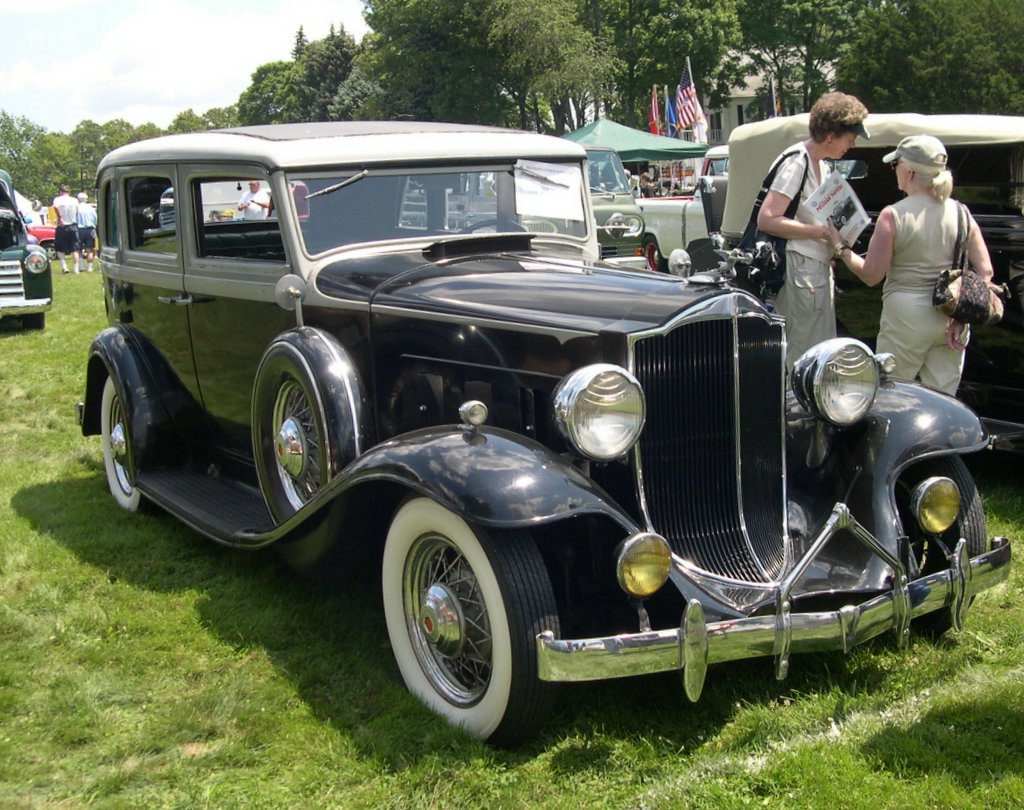
Packard Light Eight 900 Type 553 Sedan

Від інших «Паккардів» цю машину зовні можна відрізнити за решіткою радіатора, що загинається донизу.
Крім дешевої версії 8-циліндрових автомобілів, збереглися в каталогах і модельні ряди, що були до цього: Standart Eight, DeLuxe Eight і Custom Eight. Перший оснащувався 5.2 л мотором і 2-ма базами шасі, ці серії носили назву 901 і 902. «ДеЛюкс» і «Кастом» мали 6.3 л мотор, доведений до 135 сил. Автомобілі з цим мотором мали індекс 903 і 904, і також відрізнялися базою коліс, в останнього вона була 3.74 см.
У 1933 році машини отримують центральне змащення шасі та автоматичні шторки радіатора. Машини цього року є автомобілями 10 серії.
В 10 серії з каталогу були вилучені автомобілі Light Eight, тепер 5.2 л автомобілі стали називатися просто Eight, і залежно від довжини бази індекс: 1001 або 1002. Мотор 5.2 л тепер розвиває 120 сил завдяки 2-камерному карбюратору, більш легкому маховику, автоматичному дроселю і модифікованому колектору.
Автомобілі з 6.3 л мотором отримали індекс Super Eight, потужність цих автомобілів також була збільшена, цього разу до 145 сил, залежно від шасі машини мали індекс 1003 або 1004, причому 1003 була коротшою більш молодшої серії 1002.
У 12-циліндрових машин відбулися зміни під капотом, Вінсент довів об'єм мотора до 7.3 л і потужність до 160 к.с.. Машини цієї моделі отримали назву Twelve і мають індекс 1005 або 1006.

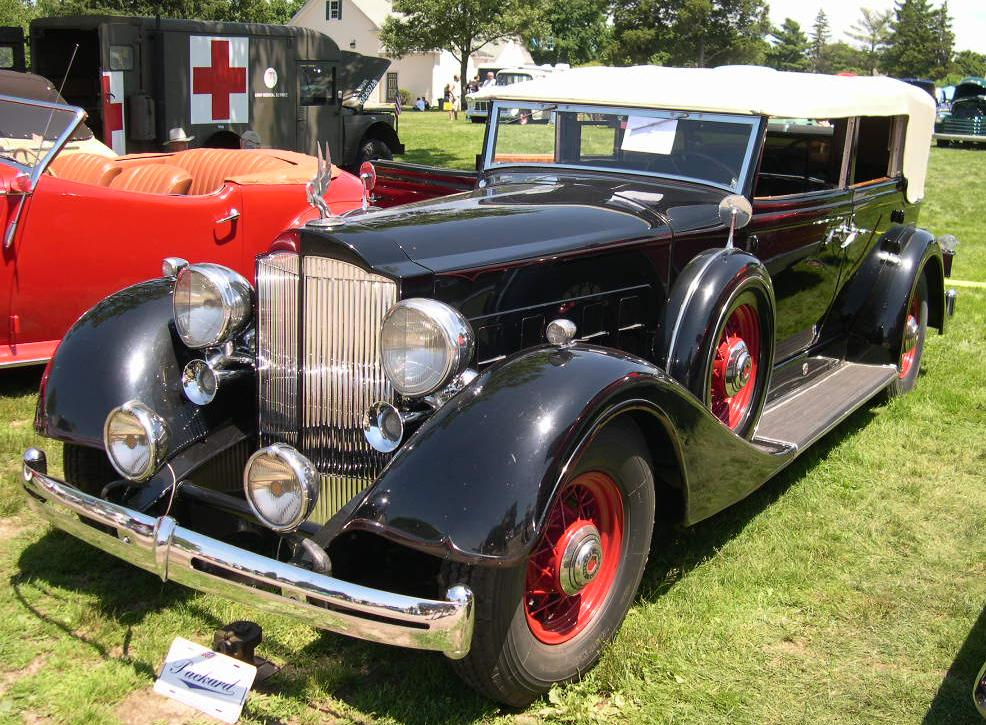
Packard Super Eight 1104 Roadster

11 серія 1934 року у молодшої 8-ки практично незмінна, вони носять індекс 1101 і 1102. Але у «Супер Ейт», крім 1103 і 1104, з'являється 1105, а у «Твелв» моделі — серії 1106, 1107 і 1108.
До 1935 року було вирішено запустити у виробництво більш дешеву машину, ніж просто «Ейт», ця машина мала коштувати близько 1000 доларів, але для того, щоб досягти такої ціни, треба було автоматизувати виробництво, оскільки автомобілі «Паккард», що випускаються до цього часу, — ручної збірки. Для цього наймається Джордж Крістофер, який стає директором нового заводу. До цього Крістофер відповідав у «Дженерал Моторс» за марки «Понтіак» і «Бьюік».

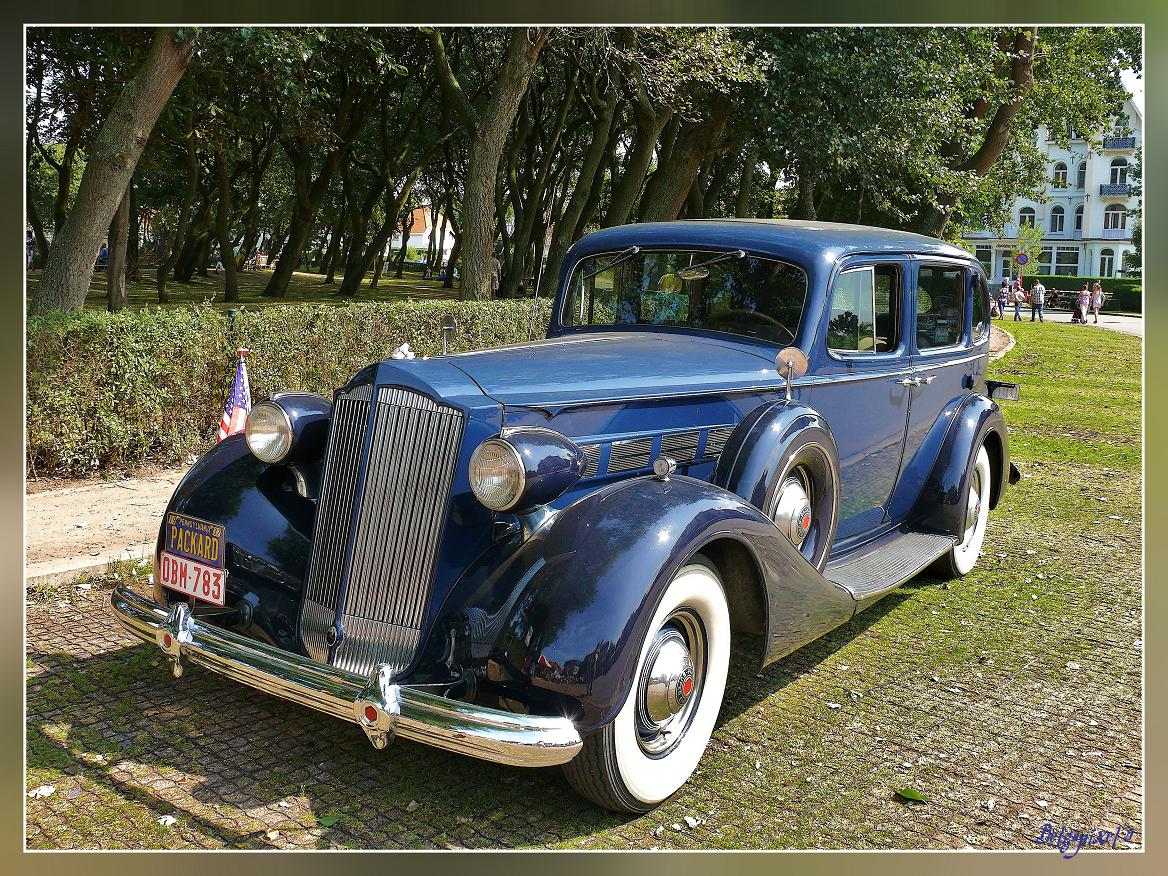
Packard 120 Sedan

У січні 1935 року публіці демонструється модель 120 (назву зазвичай вимовляють як One Twenty), назву цей автомобіль отримав від довжини своєї бази. Машина отримала новий мотор, об'ємом 4.2 л і потужністю 110 сил. Передня підвіска, розроблена Форестом МакФарлендом, була незалежною, вперше на «Паккардах», гальма отримали гідравлічний привід. У цієї моделі було 8 типів кузовів.
Із запуском в серію цієї машини фірма «Паккард» потрапила в точку, оскільки тепер автомобіль цієї марки могли собі дозволити ті люди, які тільки могли мріяти доторкнутися до нового «Паккарда». За тільки 1935 рік було продано майже 25 000 автомобілів 120 моделі, в порівнянні з 7000 автомобілів інших серій разом узятих.

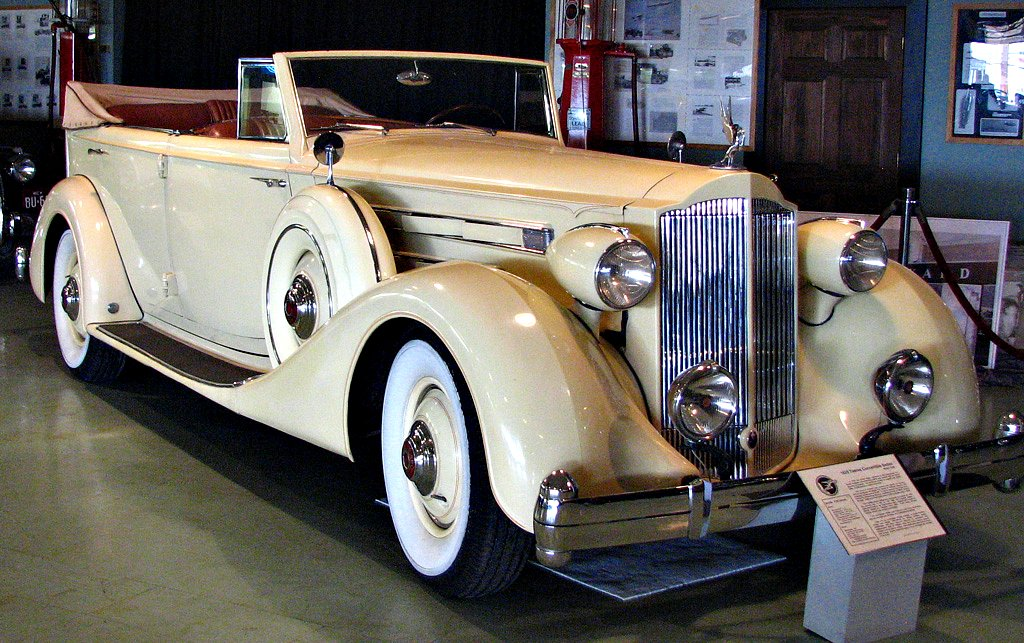
Packard 1208 Sedan-Convertbile

Однак, крім масової моделі, були ще й старі, які стали на 1935 рік носити індекс 12 серії, до речі, деякі серії могли випускатися всього по 4-7 місяців і замінюватися новими. Автомобілі серії «Ейт» — 1200, 1201, 1202 отримали збільшення потужності своїх моторів, тепер вони видавали 130 сил, «Супер Ейт» — 1203, 1204 і 1205 також отримали надбавку, але в 5 сил, тепер вони давали віддачу в 150 к.с.. А ось 12-циліндрові «Твелв» 1207 та 1208 отримали допінг в 25 к.с., і тепер могли похвалитися 175 к.с. при об'ємі в 7.7 л.

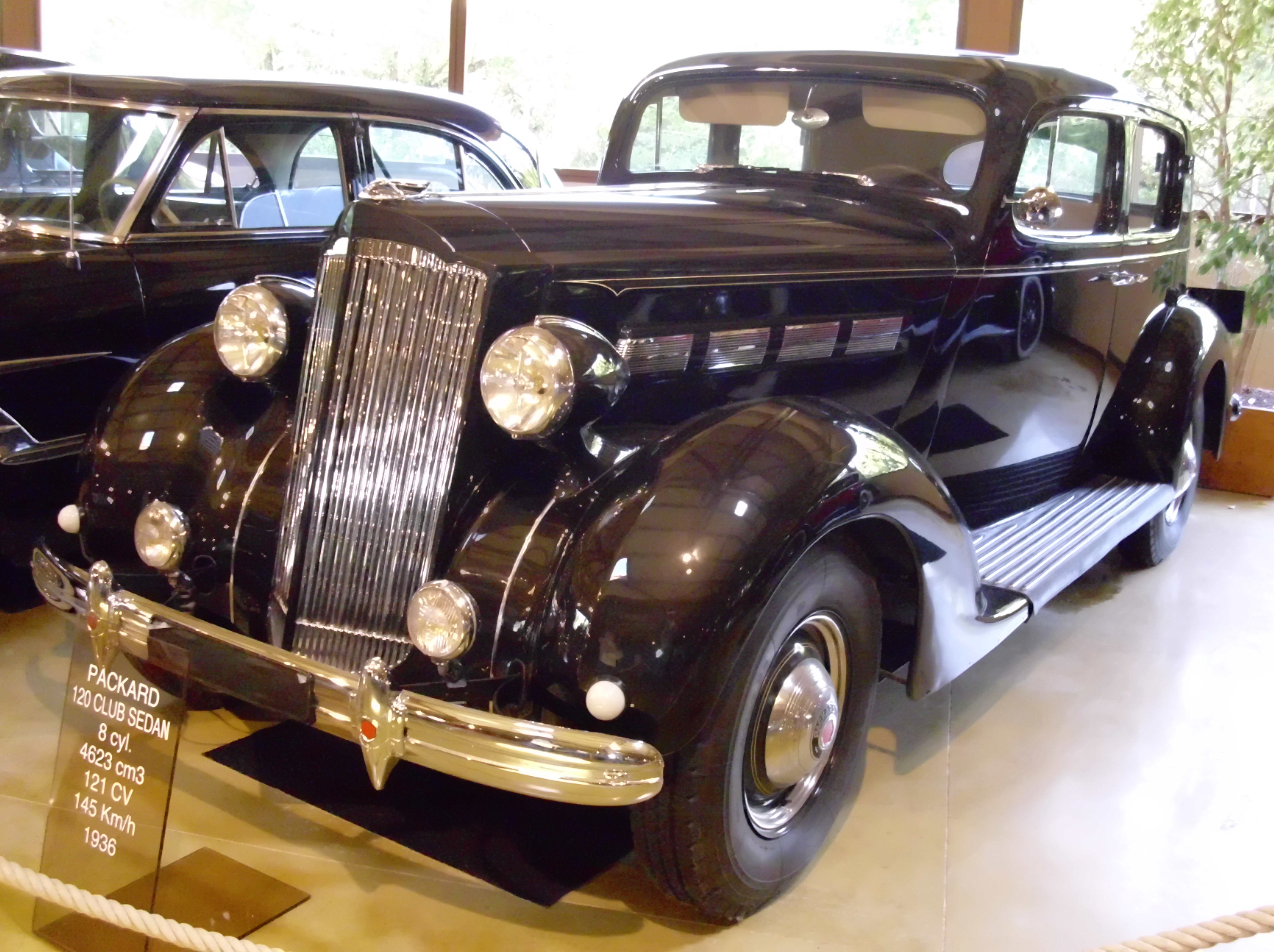
Packard 1408 Town Car LeBaron

До 1936 року 120 серію модернізували, вона отримала більш потужний 120-сильний мотор, об'ємом 4.6 л, цьому автомобілю — Packard 120B випала честь стати пейс-каром на Інді-500, за кермом сидів колишній гонщик Мілтон, який брав участь у проектуванні V12 1931 року. Автомобілі дорожчих серій отримали індекс 14 серії, оскільки керівництво було забобонним, щоб дати авто цього модельного ряду індекс 13 серії. Автомобілі 1936 року фактично повторювали модельний ряд 1935 року.
У 1936 році було продано 55 000 машин.
До речі, саме в жовтні 1935 року Рузвельт через посла США в СРСР Аверелла Гаррімана подарував товаришеві Сталіну білий броньований «Паккард Twelve 1408», однак по прибуттю в Москву машину терміново перефарбували в чорний урядовий колір. Чому саме Паккард виступив у ролі подарунка? Справа в тому, що Сталін захворів «Паккардами» ще під час громадянської війни, коли йому був виділений один Packard Twin Six з військових автомобілів, закуплених ще в царські часи для армії, потім у Сталіна буде «Роллс-Ройс», оскільки Ленін був шанувальником цієї марки, і за статутом всі державні діячі повинні були їздити на однакових автомобілях, до речі, голодною країною після розрухи було закуплено 73 нових «Роллс-Ройса».
Після смерті Леніна урядових діячів стали пересаджувати на американські автомобілі, але спочатку Сталіну був куплений дешевий «Лайт Ейт» з кузовом седан, потім в 1933 році — фаетон з 12-циліндровим мотором, ну і тепер броньований подарунок від президента США. Через рік Сталіну був подарований броньований ЗІС-101, проте Сталін не пересів на радянський автомобіль, а передав його своїй дочці Світлані.
Для модельного ряду 1937 року була запущена у виробництво модель 115С, ця машина комплектувалася 6-циліндровим мотором, «Паккард», діставши непогані результати продажів 120 серії, вирішив вклинитися в нішу ще більш дешевих автомобілів, проте багато істориків фірми вважають, що це була фатальна помилка, оскільки тепер марка стала втрачати імідж престижності і недоступності, який фірма придбала за останні 10 років з моменту зняття з виробництва останньої 6-ки (в 1927 році).

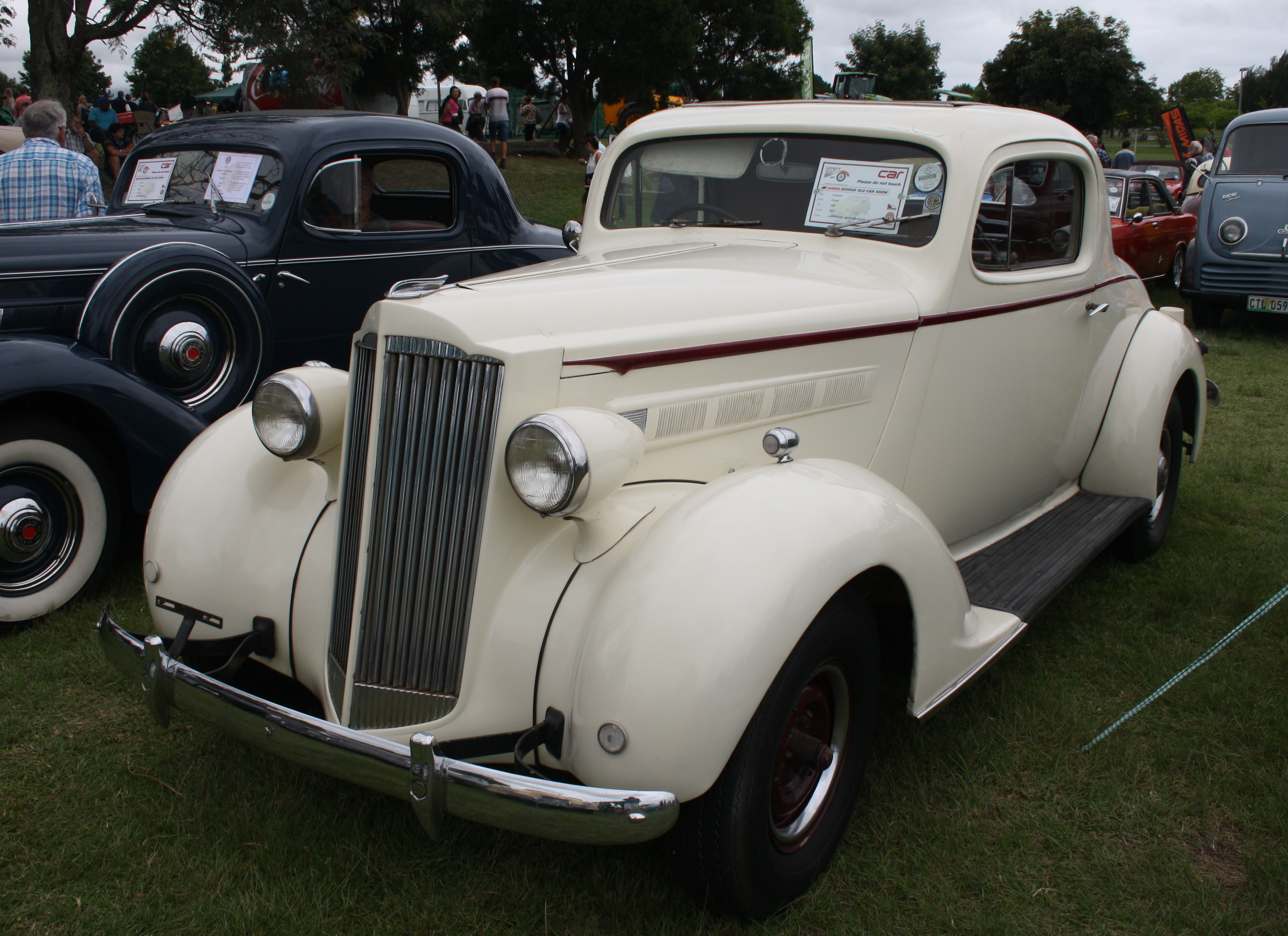
Packard 115C Coupe

Це був 6-циліндровий 3.9 л 100-сильний автомобіль. Гальма у нього були гідравлічні, як і у більш старших братів.
У перший же рік ця машина була продана в кількості 65000 примірників. «Паккард» стає масовою машиною.
Відбуваються зміни і 120 серії, вона отримує додаткову модель «Тоурінг», база якої становить не 120 дюймів, а всі 138, обто машина довша базової аж на 45 см. Машина має індекс 120CD, в той час як базова називається 120С. Вперше «Паккарди» починають пропонуватися з кузовом універсал.
Серед моделей ручної роботи також відбуваються зміни, «Супер Ейт» тепер оснащується мотором 5.2 л, який був на більш молодших моделях, машини цієї серії несуть індекси 1500-1501-1502, 12-циліндрові машини позначаються як 1506 і 1507.
Модельний ряд 1938 року (серія 16) технічно не змінився, зміни були чисто косметичного характеру, однак знову відбувається зміна з назвами, так 115С стає Six 1600; 120C — Eight 1601; 120CD — Touring Eight 1602, а також з'являється модель з 127-дюймовою базою, яка отримує індекс DeLuxe Eight 1601D.
Super Eight має позначення 1603, 1604 і 1605.

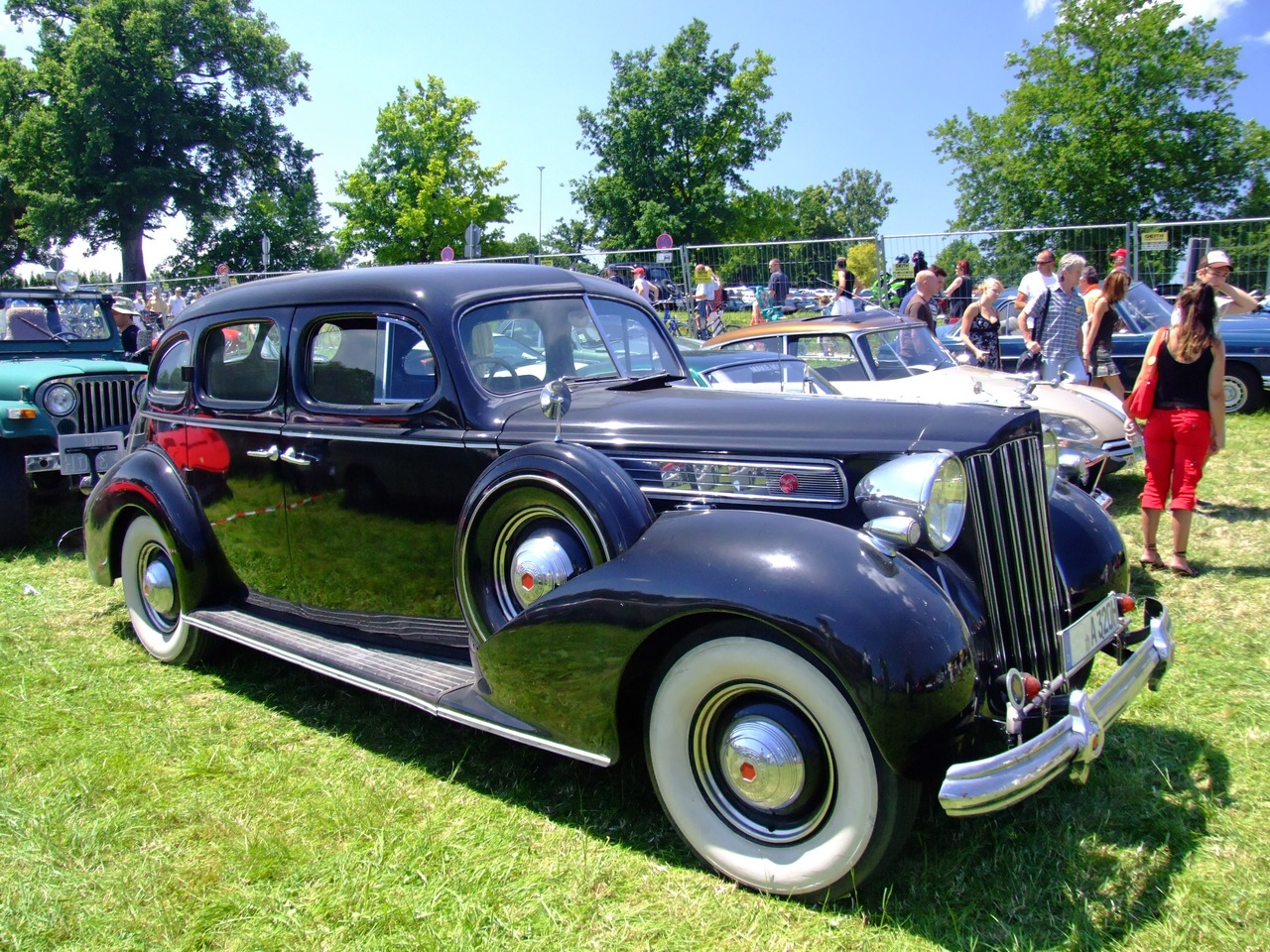
Packard Touring Eight 1602

Twelve, як зазвичай, закінчуються на 6 і 8, тобто 1607 і 1608.
Цього року Рузвельт замовляє собі броньований «Паккард» із захистом підлоги від вибухівки, мабуть, вже тоді відчувалося загострення ситуації у світі. Такий же автомобіль був доставлений і голові ФБР Едгару Гуверу. Замовили собі броньовані «Паккарди» і китайці: правитель Маньчжурії — Чіанг Кай-Шенг, і генерал китайської армії — Чанг Тсо-Лінь.
Через рік, награвшись зі зміною назв, керівництво вирішує повернути колишні назви, так знову з'являється модель 120, правда, тепер розмір базової моделі дорівнює не 120", а 127, ця машина отримала індекс 1701, серія 1702 має все ті ж 148" шасі.
6-циліндрова модель тимчасово знімається з виробництва, щоб стимулювати продажі більш дорогих моделей. «Супер Ейт» і «Твелв» так і випускаються зі своїми індексами 1703, 1704, 1705 і 1707, 1708 відповідно. У серпні 1939 року з конвеєра зійшов останній 12-циліндровий автомобіль марки «Паккард», якщо перше покоління 12-циліндрових машин, які з'явилися ще в 1915 році, були продані в кількості 35 000 примірників, то друге покоління розійшлося в 7 разів меншим тиражем, так в 1939 році продали всього 446 машин, а за рік до цього — на 110 шт більше. У цьому ж році Макалей йде у відставку, на його місце приходить Мах Гілман.
За традицією в кінці року була продемонстрована нова 18 серія автомобілів, вона отримала оббивку передньої панелі з м'яким набиванням і вперше в світі кондиціонер за замовленням, ця опція коштувала 240 доларів, або 4000 в перерахунку на сучасні гроші.
В 18 серії знову з'явилася 6-ка, яка отримала назву 110 (One-Теn). Вона отримала 4-літровий мотор, хоча потужність залишилася, як у 6-циліндрової машини 16 серії, а саме — 100 к.с.. Машини носили індекс Six 1800. Наймолодша версія також отримує кузов універсал в свою скарбничку.
120 отримала індекс Eight 1801, але у машини з'явився варіант з 160"(4.06 м) базою, який носив індекс 1801А.

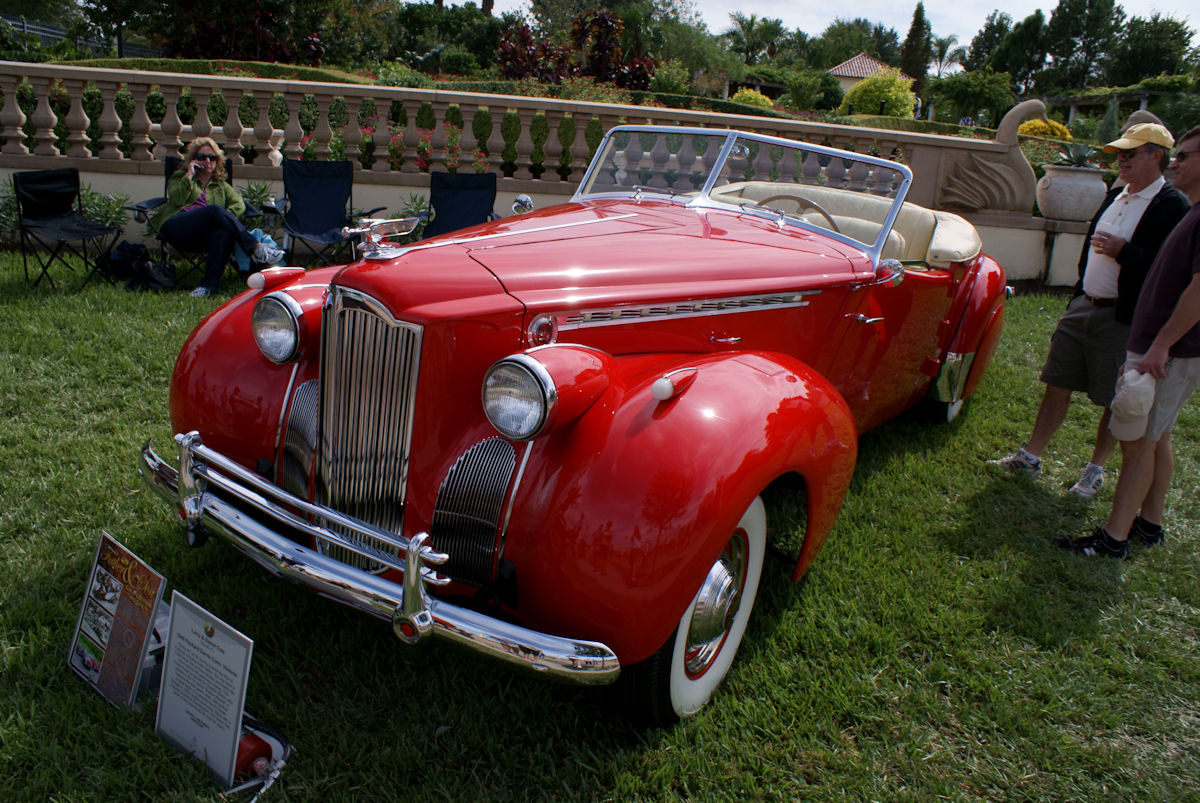
Packard 180 Custom Super 8 1806 Parisienne Victoria by Darrin

З'являються моделі 160 і 180, які продаються як Super 8 1803, 1804, 1805 і Custom Super 8 1806, 1807, обидві моделі комплектуються 5.8 л рядним 8-циліндровим мотором, потужністю 160 сил. Custom Super 8 як опцію отримує електричні склопідйомники, також вперше у світі.

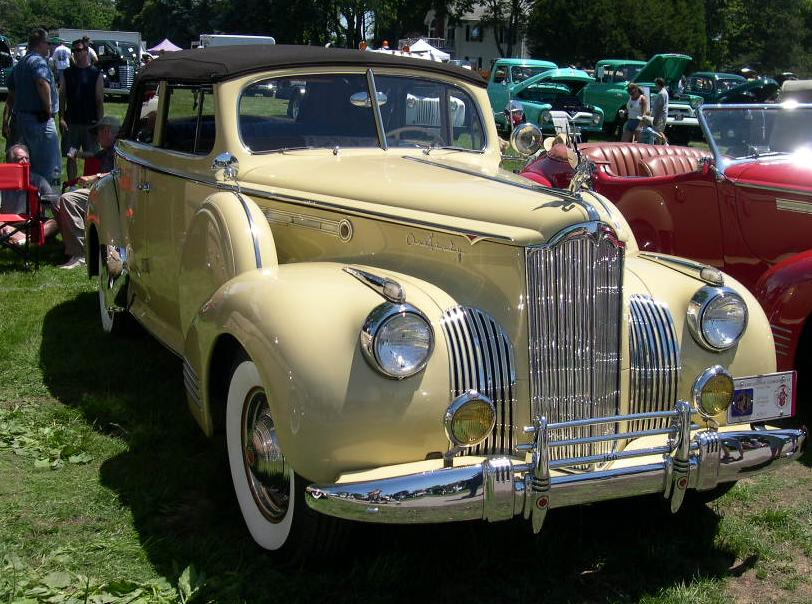
Packard 160 Super 8 1905 Rollston Limousine

Модельний ряд 1941 року, або 19 серія, зазнав фейсліфту, фари автомобілів вбудували в крила, причому, це стосувалося всіх моделей, починаючи з наймолодшої моделі. Модельний ряд повторював торішній, лише за одним винятком — 180 втратили у своїй назві слово «Кастом», тепер це були просто «Супер 1808».
Всі автомобілі як опція можуть оснащуватися не тільки кондиціонером, а й електровакуумним зчеплення Electromatic Clutch, треба було тільки рушити, і далі міняти передачі, не використовуючи педаль зчеплення.

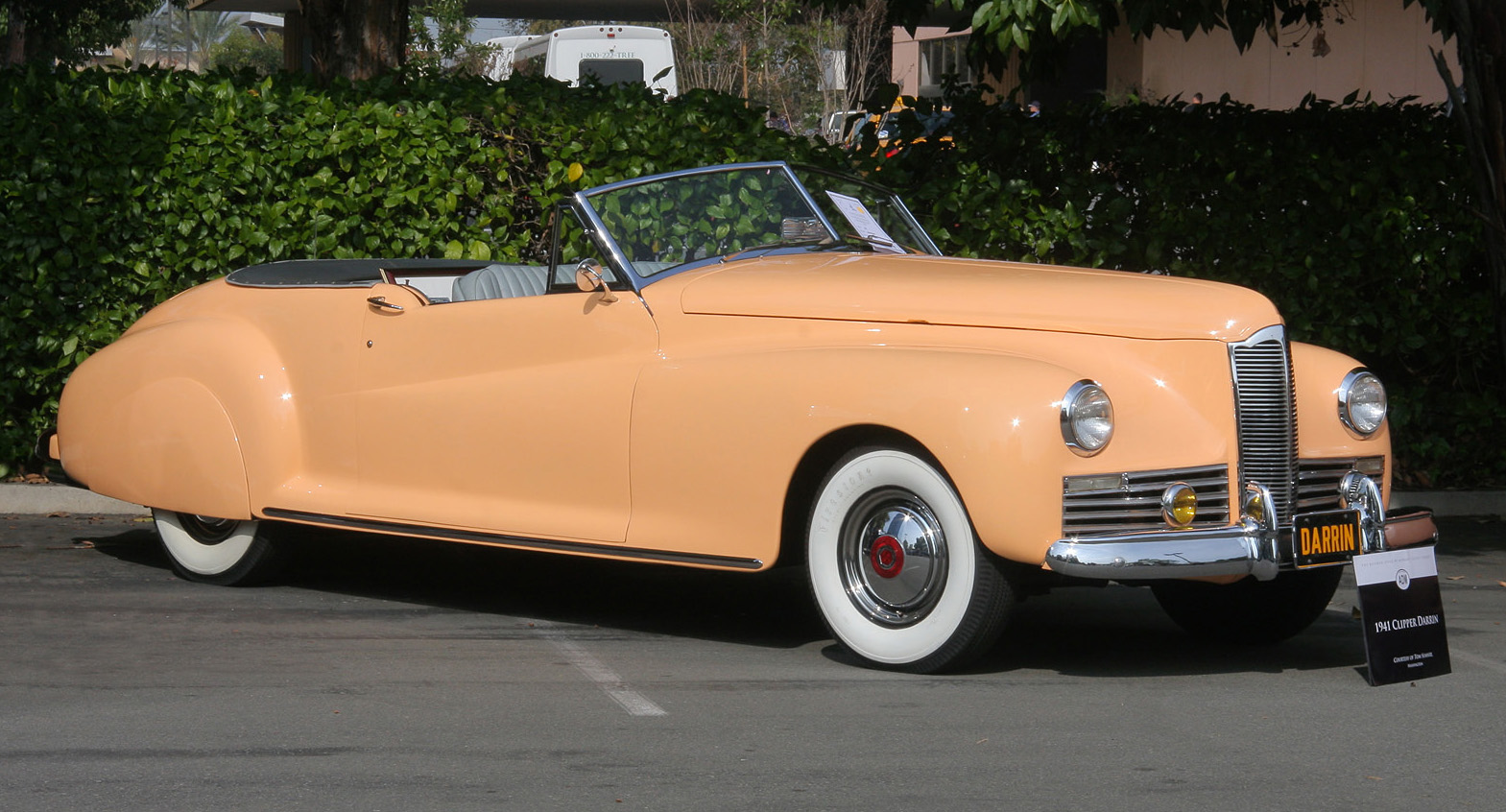
Packard Clipper 1951 Convertbile

У березні 1941 року була показана нова модель Clipper 1951, вона була побудована на 127" шасі моделі 120, мотор мав об'єм 4.6 л і потужність 125 сил, кузов спроектував Говард Датч Даррін, проте кузови стала постачати фірма Briggs, це було зроблено у зв'язку з тим, що компанія запропонувала кузови за нижчою ціною, ніж була б собівартість, виробляючи їх на своїх потужностях. Це був дуже динамічний, красивий автомобіль.
Автомобілі 20 серії знову поміняли назви, так 110 стала Special Six 2000, Special Six 2020 і Custom Six 2010.

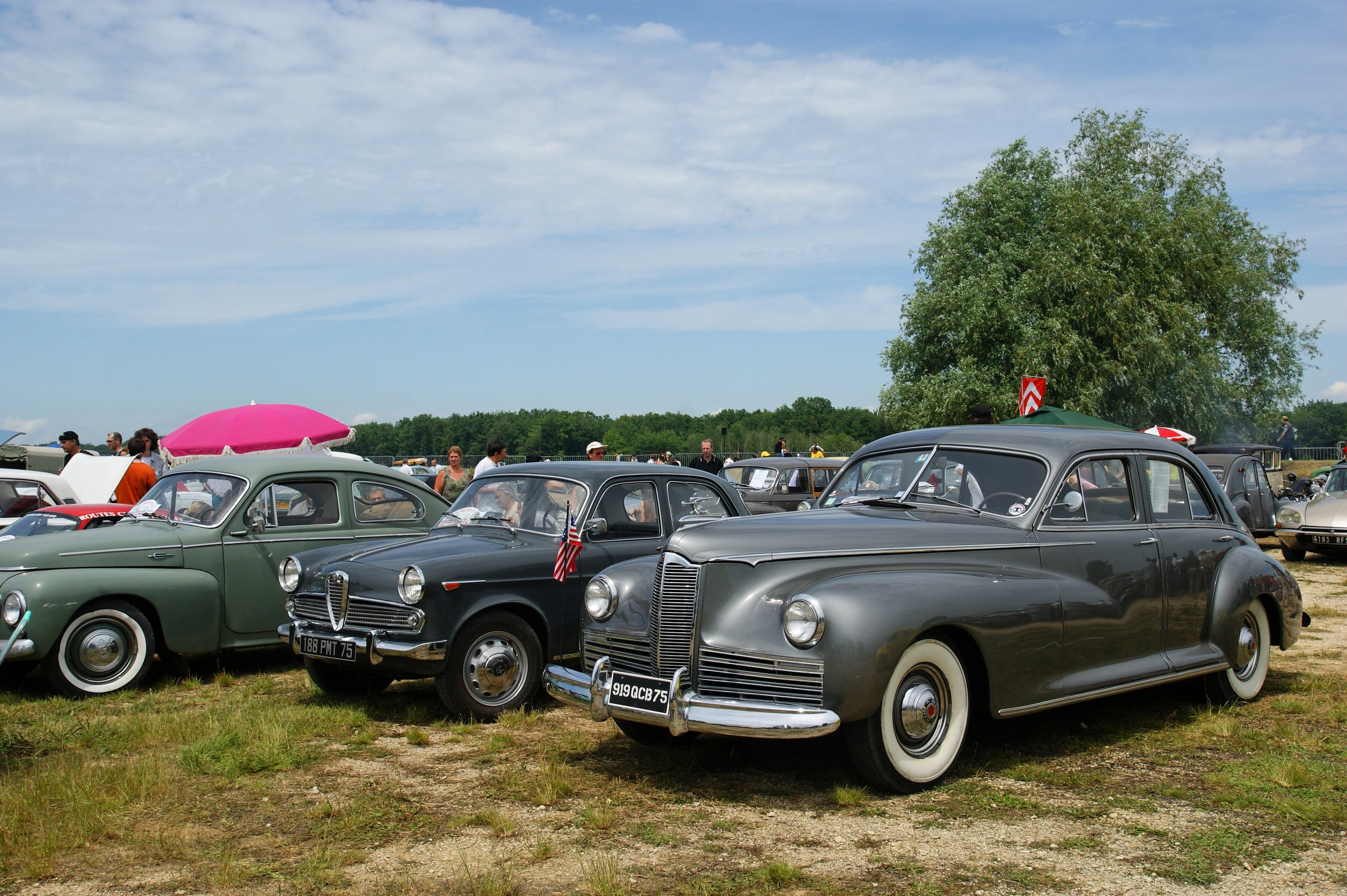
Packard Custom Super 8 Clipper One-Eighty 2006

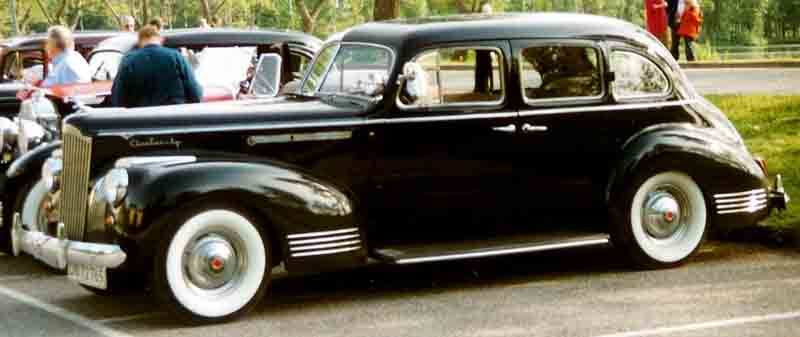
Packard Custom Super 8 One-Eighty 2008

160 продавався в 2-х варіантах: Super 8 Clipper One-Sixty 2003, Super 8 One-Sixty 2004 і 2005; також і 180 — Custom Super 8 Clipper One-Eighty 2006, Custom Super 8 One-Eighty 2007 і 2008, вони відрізнялися дизайном кузова, «160 Кліпер» і «180 Кліпер» мали новий тип дизайну, а автомобілі без приставки «Кліпер» мали велику базу коліс і класичний дизайн кузова.
У лютому 1942 року уряд США закликав всі промислові підприємства переключитися на виробництво товарів, потрібних для військового відомства, так фірма «Паккард» стала випускати авіа- та морські двигуни за ліцензією фірми «Роллс-Ройс», випустивши близько 55 500 двигунів за час війни, що було більше, ніж виробили 5 британських разом взятих заводів за куди більший період.
Не дивлячись на те, що війна принесла прибуток в 33 млн доларів (завдяки урядовим замовленням), в мирний час фірма стикається з низкою труднощів. Так, наприклад, треба було відновити обладнання, знову навчати персонал, відновлювати дилерську мережу. У жовтні 1945 року помирає директор фірми Ньюберрі, який пропрацював в компанії з 1903 року, на його місце стає віце-президент компанії Джордж Крістофер.

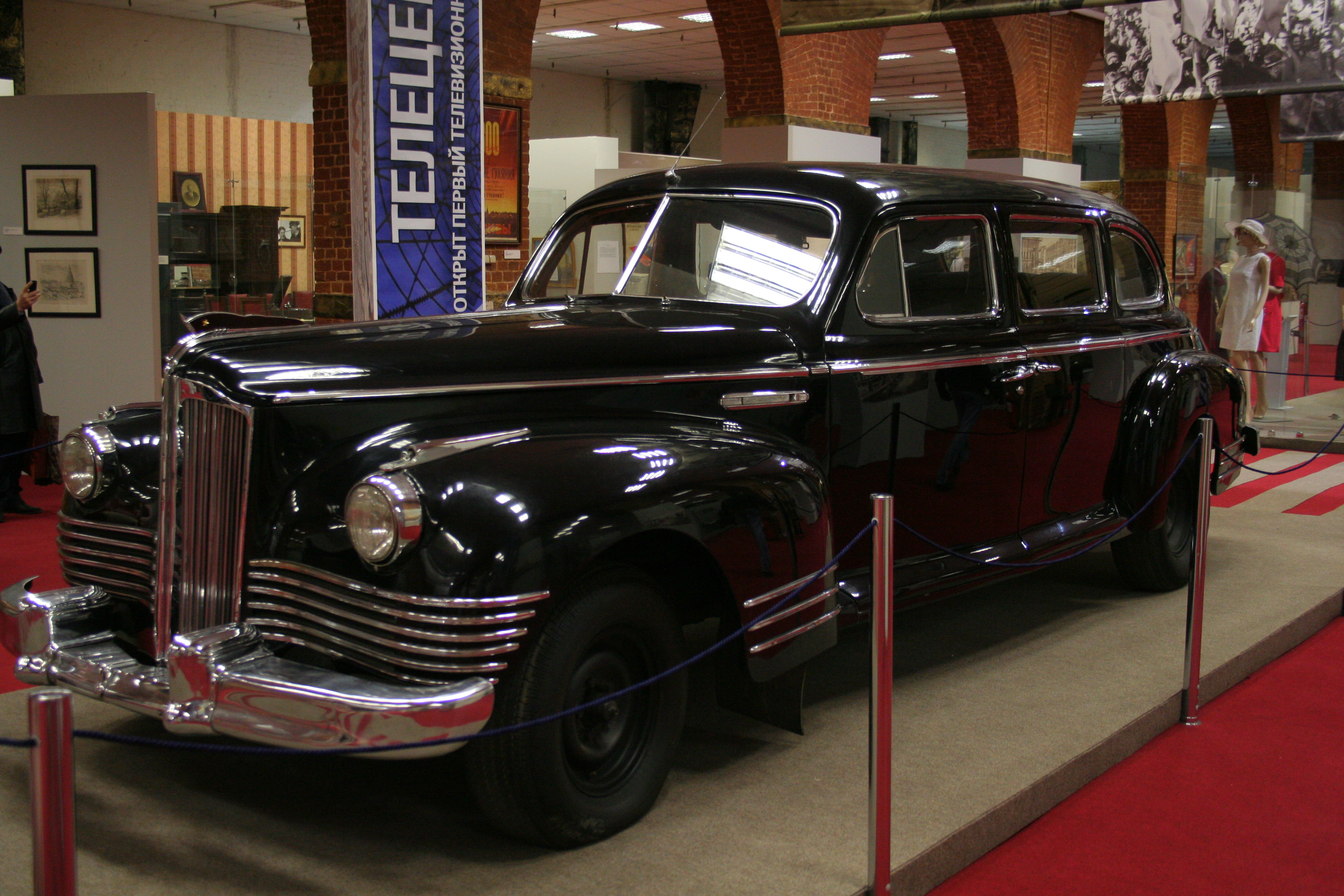
ЗІС-110

В цей же час відновилося виробництво автомобілів, проте, не дивлячись на те, що публіка була жадібна до будь-якої нової машини, в серію не пішла передвоєнна 180 модель класичного дизайну, але в СРСР незабаром з'явився ЗІС-110, що дає ґрунт для плекання всяких міфів. Один з міфів такий, що нібито Рузвельт, знаючи любов Сталіна до «Паккарда», наполіг на продажі обладнання з виробництва 180 моделі СРСР. Інші стверджують, що СРСР купив штампи від 180 моделі у «Паккарда», проте радянські джерела стверджують, що не дивлячись на те, що машина насправді дуже схожа на «Паккард 180», кузов ЗІС-110 був спроектований «самостійно», оскільки в ньому простежуються стилі кузовів, які ставилися на «Кадиллака» і «Бьюіки». До речі, факт продажу штампів не зазначено і в бухгалтерських записах, які були вивчені істориками фірми «Паккард».
Модельний ряд 1946 року складався виключно з моделей Clipper:
Clipper 6 2100 з 4.0-літровим мотором, потужністю 105 сил;
Standart Clipper 8 2101;
Super Clipper 8 2103;
DeLuxe Clipper 8 2111;
Custom Super Clipper 8 2126.

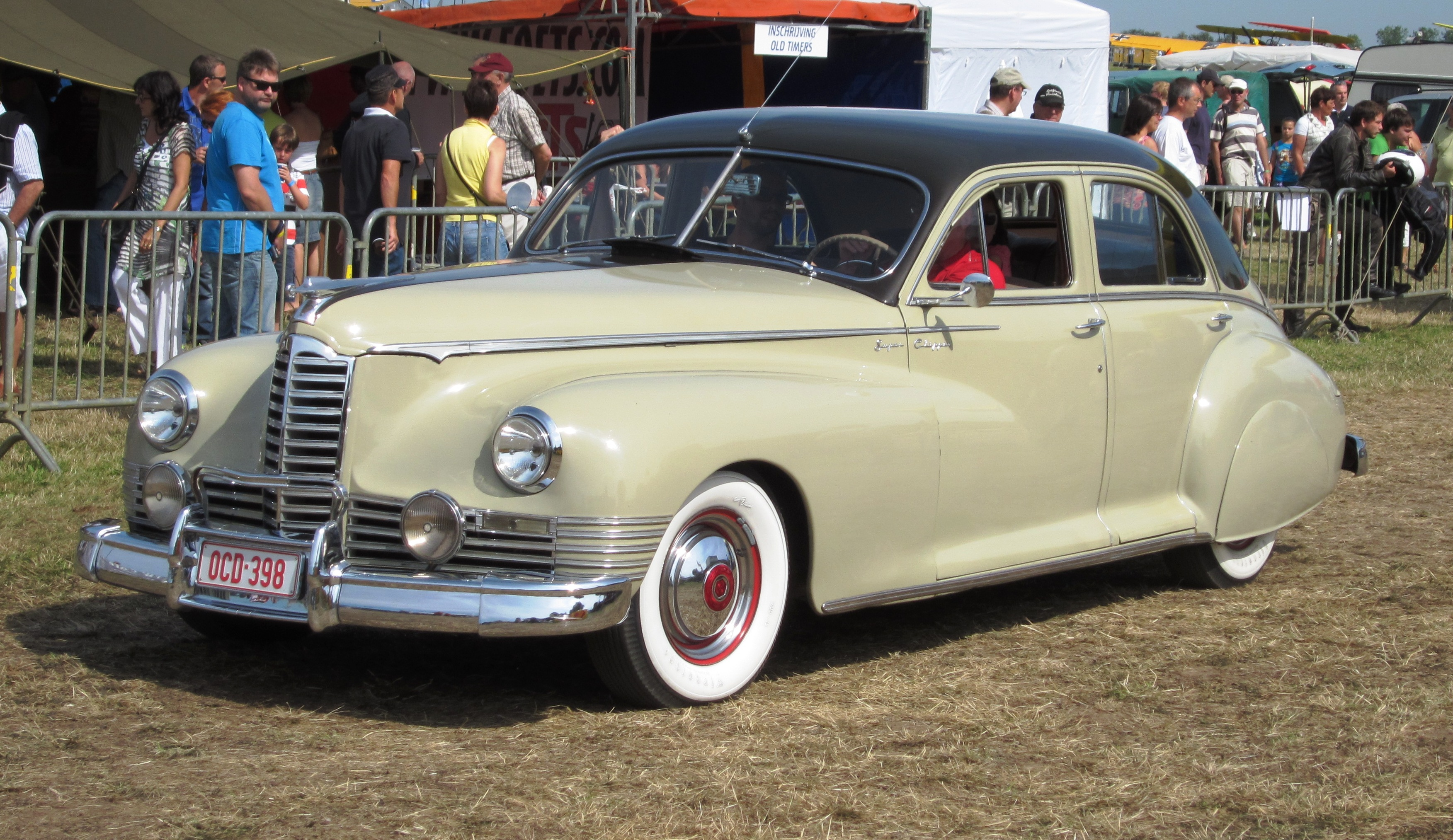
Packard Clipper 6 2100 Club Sedan

Модельний ряд 1947 року був ідентичний, це був той рідкісний випадок, коли одна серія була у виробництві близько 2-х років. Тим часом, не дивлячись на те, що продаж автомобілів за 1946 рік склав близько 42 000 автомобілів, зростання продажів автомобілів стримувала нестача листової сталі, яку доводилося закуповувати заводу в Австрії за досить високу ціну. У той час, коли у «Дженерал Моторс», «Форда» і «Крайслера» було власне виробництво сталі. У 1947 році продажі склали більше 55 000 автомобілів, але фірма була при цьому в збитку. Відмова від топових моделей, які були ексклюзивним товаром, призведе надалі до трагічних обставин для фірми.

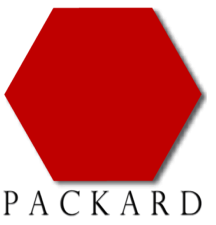
Логотип Packard

22 серія 1948 модельної ряду була оновлена, вона отримала оформлення передньої частини, як у прототипу 1944 року, який називався Brown Bomber, насправді це був автомобіль, побудований для шефа дизайнерського відділу фірми «Паккард», — Еварда Маколея, на шасі його авто 1933 року.
Ім'я Clipper вийшло з обігу, також пропали 6-циліндрові мотори, фірма стала випускати виключно 8-циліндрові машини.
Модельний ряд 22 серії складався з:
Standart 8 2201, який отримав 4.7 л 130-сильний мотор;
DeLuxe 8 2211 оснащувався аналогічним рушієм;
Super 8 2202, 2222, 2232 отримали 5.4 л мотор, потужністю 145 сил;

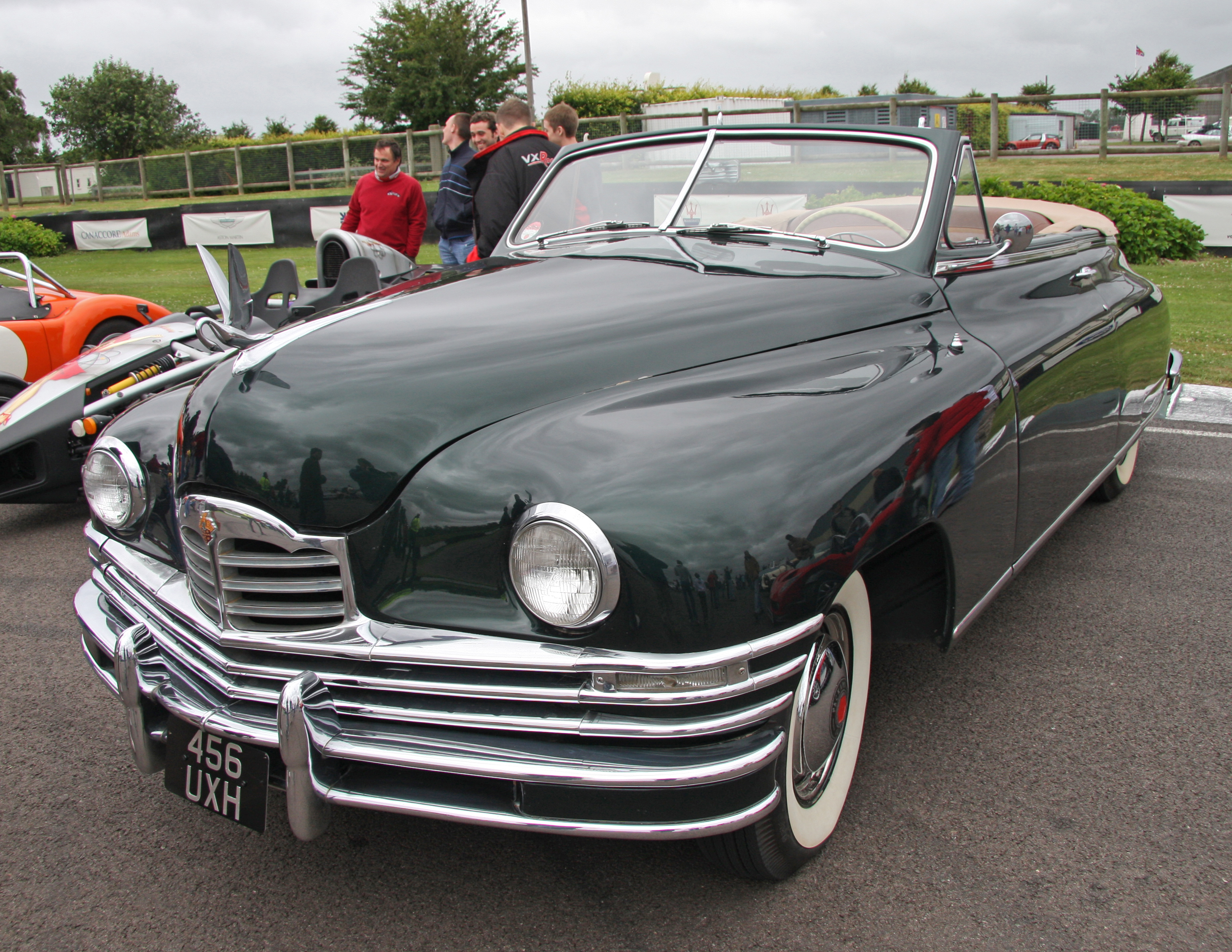
Packard Super 8 2232 Convertible Victoria Coupe

Custom 8 2206, 2226, 2233 був на вершині виробничої програми, його мотор, об'ємом 5.8 л, видавав 160 сил.
Автомобілі мали гарний дизайн, так фірма отримала нагороду і титул автомобіль року в Нью-Йорку, було отримано Гран-Прі в Римі, машини цієї серії отримали гран-прі у конкурсах краси в Монте-Карло, Каракасі та Люцерні.
Виріс рівень продажів — майже 99 000 проданих примірників, фірма стала отримувати прибуток.

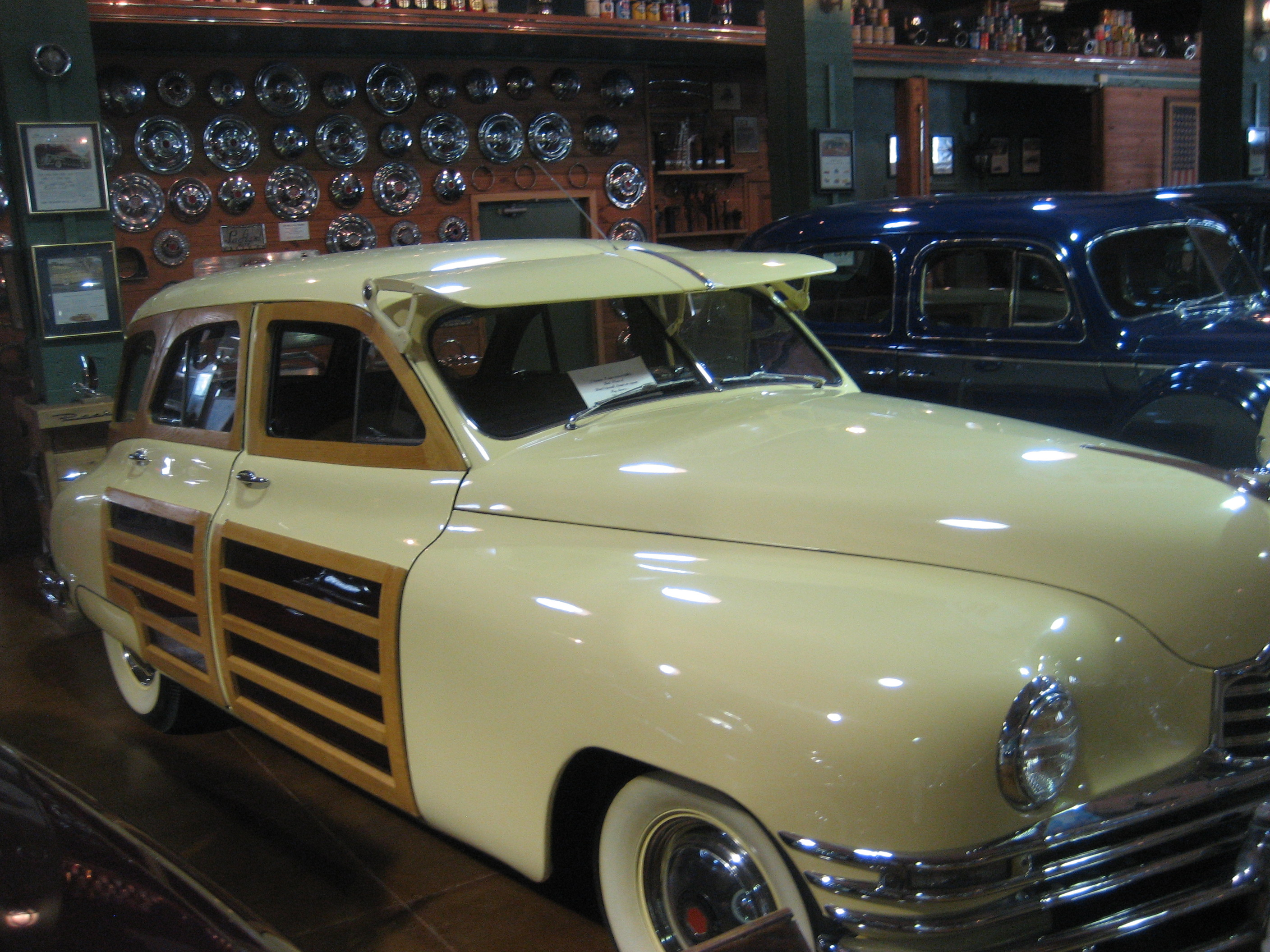
Packard Standard 8 2201 Station Sedan

Модельний ряд 1949 року зберіг колишні назви і номер серії, однак значним нововведенням стала автоматична коробка передач власної розробки, яка отримала назву Ultramatic, робота над цією коробкою тривала 13 років. Багато хто вважав цю коробку найкращою на той час, оскільки вона мала дуже просту конструкцію: гідроблок в ній використовувався тільки під час рушання з місця і прискорення автомобіля, а для підтримки заданої швидкості спеціальний пристрій блокував вторинний вал з колінчастим валом, завдяки цьому автомобіль був досить економічний. Управлялася вся ця краса з панелі приладів.
У жовтні 1949 року Джордж Крістофер йде з посади голови директорів після гарячої дискусії ради директорів, де вирішувалося майбутнє компанії, на його місце обирають фінансового директора фірми — Х'ю Феррі, до речі, в 1949 році фірма відзначила свій 50-річний ювілей.
До 1950 року з'являється двадцять третя серія, яка фактично нічим не відрізняється від 22, яка вважається найнадійнішою за весь час виробництва, що не дивно, адже її конструкція сходила до 30-х і всі дитячі хвороби давно вже були вирішені. Двадцять третя серія серія стала останньою з дизайном «вагітного слона» або «перевернутої ванни», як її стали називати в народі. У 1950 році було виставлено 7 автомобілів на гонки Carrera Panamericana, де «Паккард» завоював 1 і 2 місця у своїй групі.
24 серія отримала абсолютно новий дизайн кузова і позначення моделей. Так у серпні 1950 року були представлені:

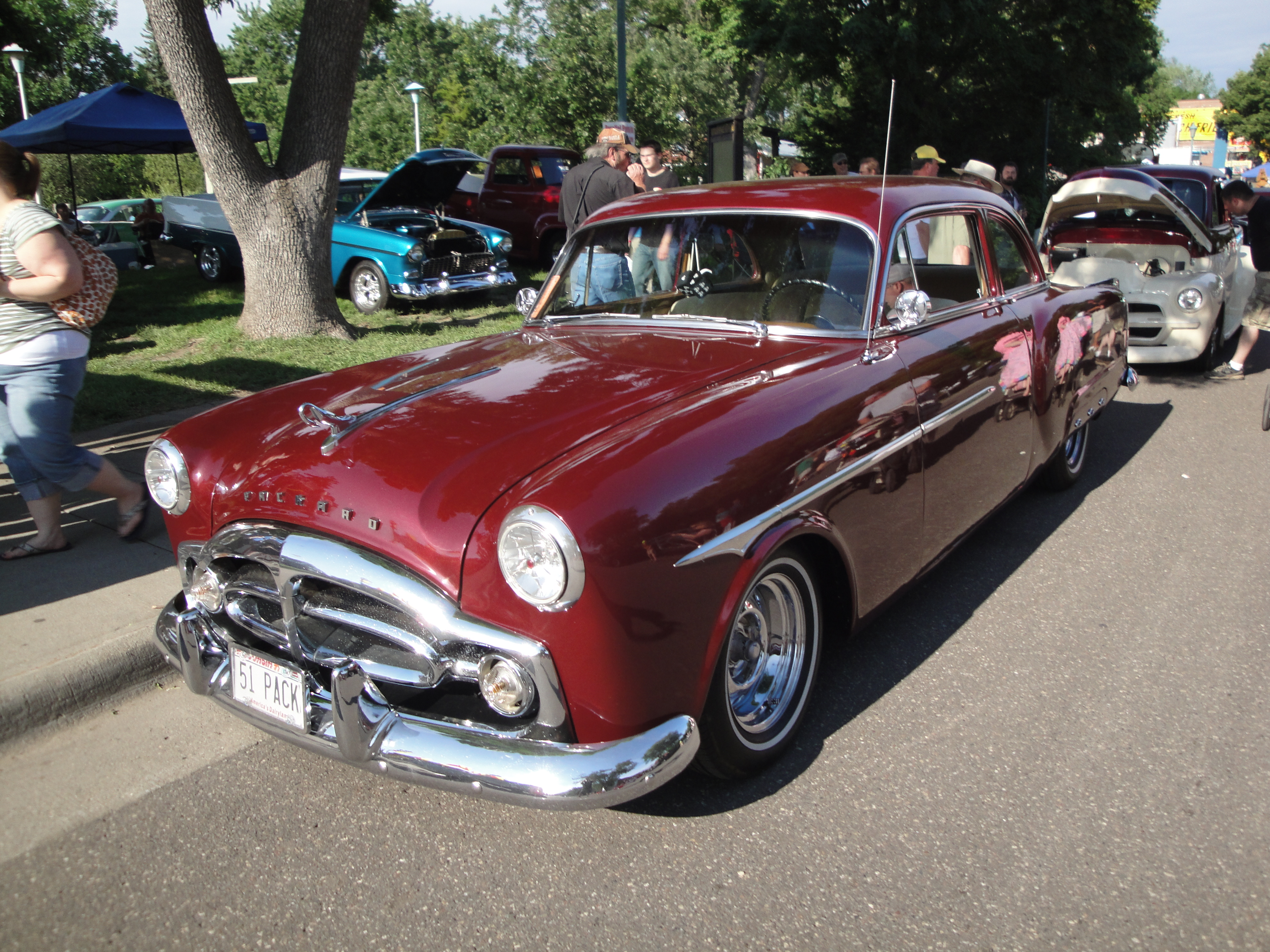
Packard 200 2401 Standard Sedan

модель 200 (2401), вона мала 122" базу і мотор, об'ємом 4.7 л, потужність його була 135 к.с.. Машина випускалася з кузовами седан і купе;
модель 300 (2402), машина оснащувалася 5.4 л мотором, потужністю 150 сил, база його була більша, ніж у 200, автомобіль оснащувався тільки кузовом седан;

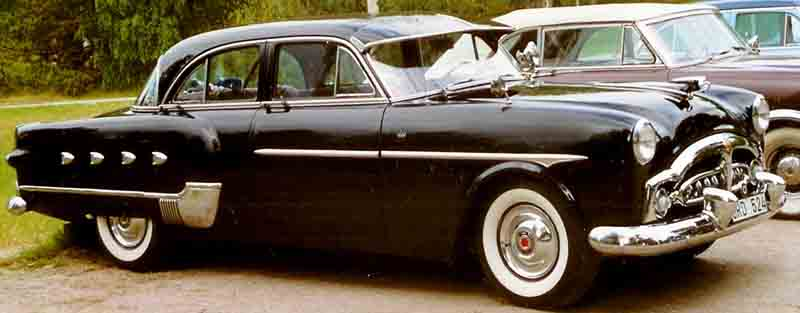
Packard 400 Patrician 2406 Sedan

модель 400 Patrician (2406) стала найстаршою в цій лінійці, вона також оснащувалася мотором 5.4 л, але він піддався невеликій ревізії, оскільки опорних підшипників стало 9, як на 5.8 л моторах. Потужність цього мотора дорівнювала 155 к.с., шасі використовувалися 127" від моделі 300. Цей автомобіль також будувався тільки з одним типом кузова — седан. Зовні від інших моделей «Паккард» його можна відрізнити за рясною кількістю хрому і шикарною та якісною обробкою салону.
У березні 1951 року на базі 200 з'явилася модель 250 (2431), яка оснащувалася мотором від моделі 300, на відміну від 200, ця модель оснащувалася кузовами типу хардтоп-купе і кабріолет.
Цікавий факт, що компанія не відмовляла примхам своїх замовників, так якщо клієнт хотів бачити на своїй 200 серії мотор 5.4 л, то міг його замовити, а деякі доходили до того, що замовляли на свої 200 мотори і від 400 моделі. Може, завдяки цьому тільки в перший рік було продано більше 100 000 моделей серії 200, плюс скромні 22 000 і 9000 моделей 300 і 400.
У тому ж році фірма «Паккард» повторює свій тріумф на гонках Carrera Panamericana, де Жан Трево прийшов знову першим у своїй категорії і п'ятим у загальному заліку.
У 1951 році для Едварда Маколея (шеф дизайнерського відділу фірми) був побудований Packard Panther на базі «Паккарда 200» моделі.
Дизайн передка став лейтмотивом оновлення модельного ряду 1952 року, хоча з поста головного дизайнера йде автор нової серії — Рейнхарт, на його місце вступає Тіг.
Приблизно в цей же час біля дверей фірми «Паккард» з'являється інженер з фірми Hudson, він винайшов торсійну підвіску, однак у фірми «Хадсон» немає грошей для її впровадження, і Еллісону, який її спроектував, дозволяється продати її, керівництво «Паккарда» одразу купує його дітище. Компанія наймає Еллісона для адаптації підвіски для своїх автомобілів, для чого Hudson дає відпустку Еллісону на 6 місяців, при цьому сплачуючи щомісяця йому зарплату (так цінували його у фірмі).

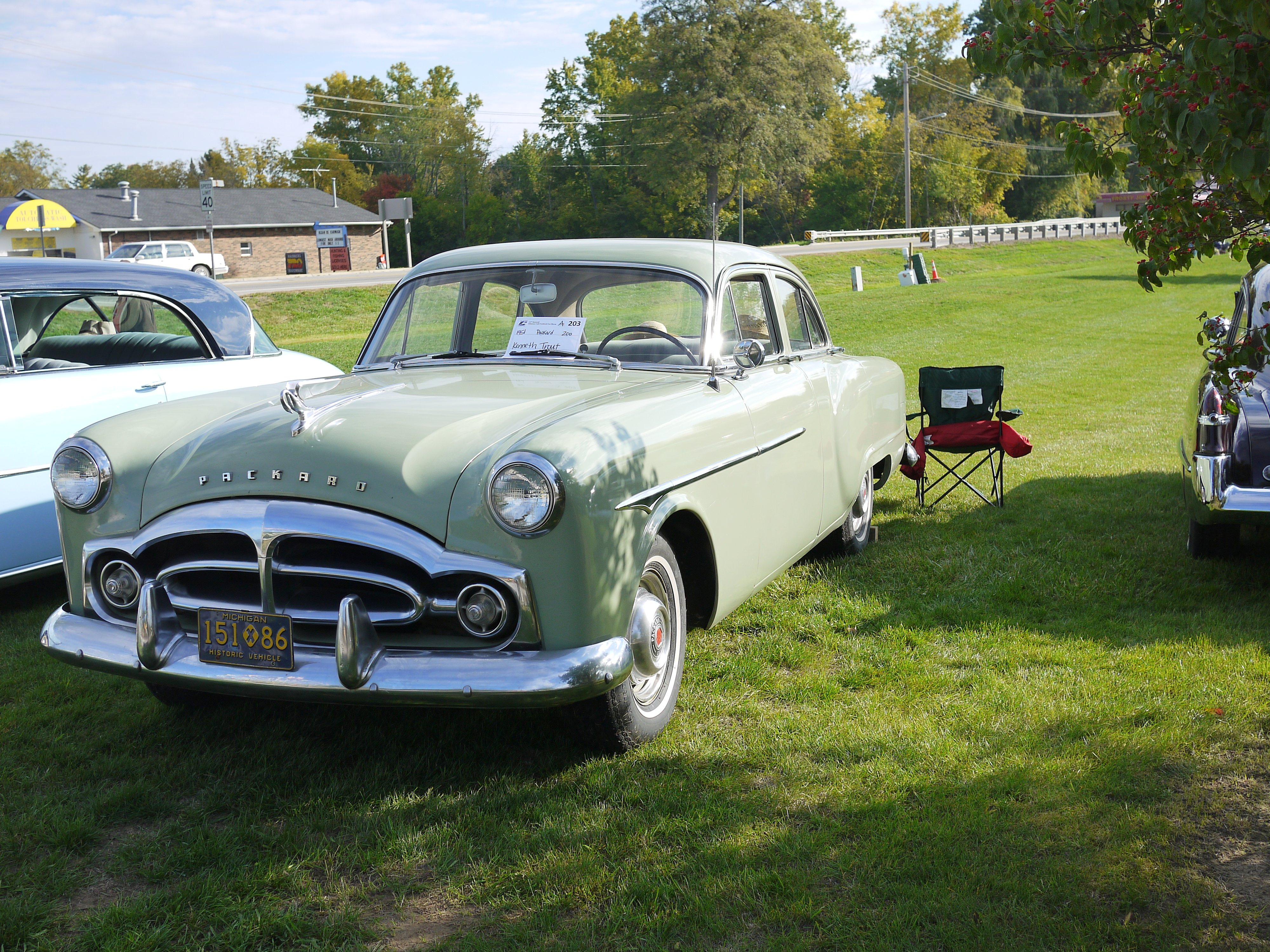
Packard 200 2501 Bussines Coupe

У листопаді 1951 року було оголошено про нову серію 25 — 1952 модельного ряду, яка технічно була практично ідентична 24, головною новинкою цієї серії стало впровадження вакуумного підсилювача гальм Easamatic, розробленого фірмою Bendix спеціально для «Паккарда», крім цього, підсилювач з'явився і у рульового управління. Зовні ж машини мали декор у стилі шоу-кара «Пантера». У салоні ж власники знову могли використовувати електричні склопідйомники, які були на автомобілях на початку 40-х.
У березні 1952 року на автошоу Grand Central Palace був показаний шоу-кар Pan American, який був названий на честь гонок, в яких марка домоглася успіху, цей автомобіль був побудований на базі «Паккард 250» і був нижчим серійних моделей, його кузов проектував Річард Арбіб, головний дизайнер фірми Henney, автомобіль зайняв перше місце в номінації найкрасивішого автомобіля, клієнти стали завалювати фірму проханнями випускати таку машину, проте, склавши кошторис, від цієї ідеї відмовилися, а шоу-машину продали Маколею.
У самому 1952 році була криза перевиробництва автомобілів у США, і продаж автомобілів марки «Паккард» впав у 2 рази, досягнувши позначки в трохи менше 63 000 проданих авто.
У травні 1952 року біля керма компанії стає Джеймс Ненс, активна людина, якій на той момент було 51 рік, який працював у фірмі Hotpoint, яку купила General Electric, потім GE купує 25 000 акцій фірми Packard і Ненс переходить з «Хотпойнта» в «Паккард», так що він стає першим босом фірми, який не працював в компанії роками, перш ніж зайняти це місце.
Він вирішив повернути колишню славу марки, проте йому довелося втовкмачити іншим директорам, що треба планувати «застарівання» автомобіля, це поняття геть відсутнє в ідеології фірми, і постійні клієнти марки купували автомобілі «Паккард» тільки після того, коли їх вже було не повернути до життя, а так до того моменту по дорогах США їздило більше 50 % випущених за весь час автомобілів марки «Паккард», настільки вони були надійними. Нове ж керівництво вважає, що покупці повинні міняти автомобіль кожні 3-4 роки. У цей рік команда фірми замінюється новими людьми, у відставку йдуть люди, які сиділи на своїх місцях по 30-40 років. Час змінюється, і треба встигнути відповідати плину часу.
На 1953 року Ненс готує 26 серію автомобілів. Цифрові індекси (200, 300 і т. д.) скасовуються, замість них машини отримують власні імена.
Clipper 2601 — комплектується 4.7 л мотором, потужністю 150 к.с., на базі цієї машини можна замовити 4 типи кузовів, крім того, є подовжені шасі (2633), які використовуються для побудови спеціалізованих кузовів типу швидкої допомоги або катафалків.
Clipper DeLuxe (2611) комплектується 2- або 4-дверним кузовом типу седан, під капотом мотор 5.4 л, потужністю 160 к.с., ці дві моделі випускаються замість 200 серії.

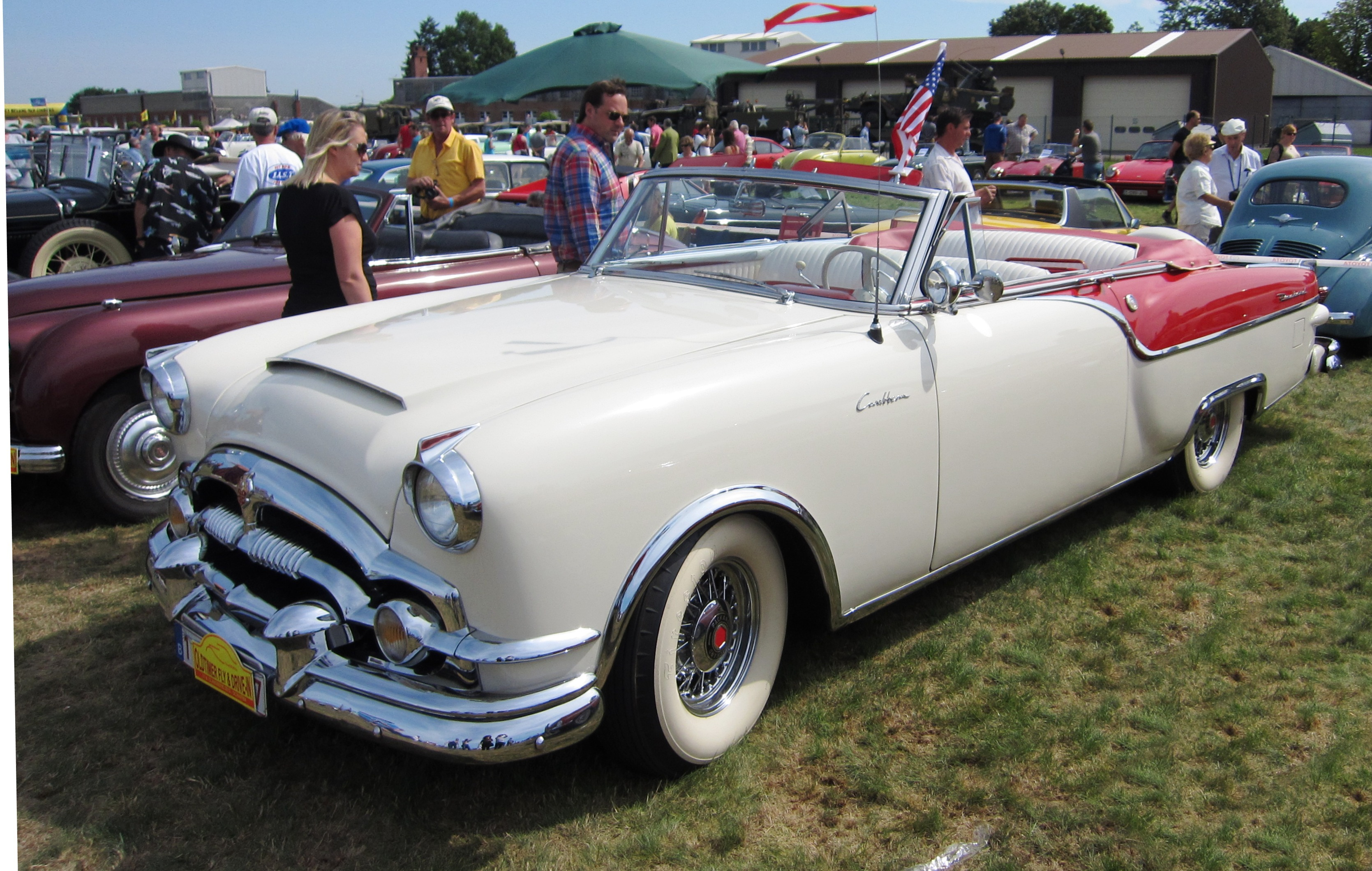
Packard Caribbean 2631

250 серію замінили дві моделі: Caribbean 2631 (з кузовом кабріолет) і Mayfair 2631 (хардтоп-купе), під капотом 5.4 л мотор, віддача якого вже 180 сил.
Такий же мотор під капотом дорогих седанів Cavalier (2602) і Patrician 2606, перший замінив 300, а другий — 400.
До речі, в 1953 році компанія Chrysler купує кузовщика «Паккарда» — Briggs, коли помер господар фірми, його нащадки вирішують виставити фірму на продаж, чим швидко скористався «Крайслер». «Паккарду» доводитися закуповувати кузови у фірми «Крайслер», яка йде на угоду, щоб уникнути втручання з боку уряду. Однак «Паккарду» доводиться шукати й інших постачальників кузовів, наприклад, кузови «Каріббіену» робив Mitchell-Bentley.

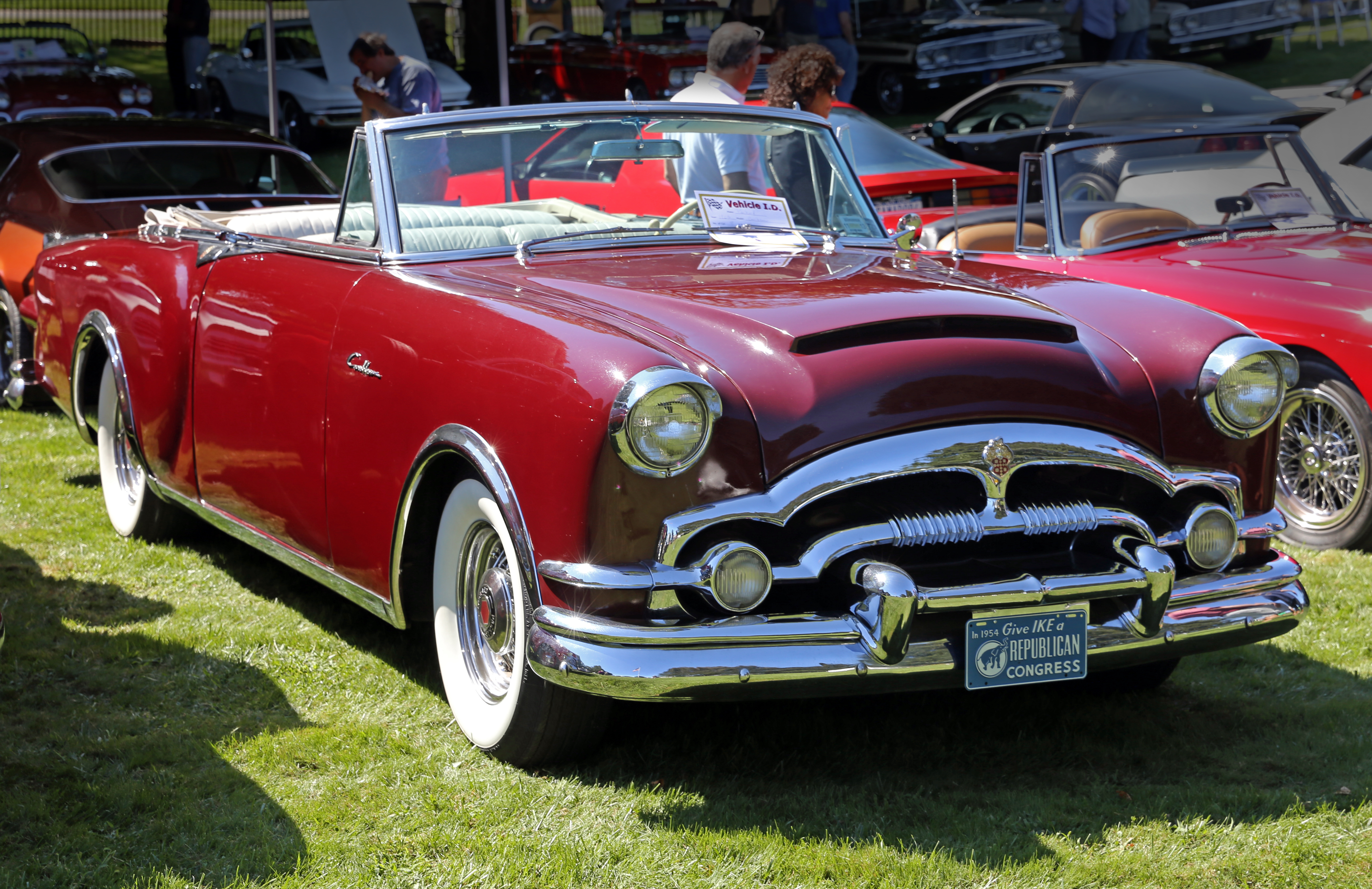
Packard Balboa 2631

Навесні 1953 року на базі «Каріббіена» був побудований шоу-кар з кузовом хардтоп, у якого було вертикальне заднє скло. Машина в серію не пішла, оскільки за розрахунками ціна цього шикарного купе-хардтопу була б непідйомно високою — близько 12 000 доларів (за 7500 доларів можна було купити «Кадиллак» з кузовом лімузин). Однак ідеї дизайну незабаром були запозичені фірмою Mercury.
У цьому ж році автомобілі цієї марки знову отримують як опцію кондиціонери, які вперше з'явилися на автомобілях цієї марки ще в 1939 році.
Продажі в 1953 році зросли в 1.5 рази, і склали 93000 примірників. Також цей рік став останнім, коли використовувався порядковий номер серії.
У 1954 році з'являються автомобілі 54 серії:
Clipper Special 5400 з 4.7 л 150 к.с. мотором;
Clipper DeLuxe 5401 з 5.4 л 165 к.с. двигуном;
Clipper Super 5411 з аналогічним мотором;
Cavalier 5402 мав під капотом мотор 5.4 л, потужністю 185 сил.

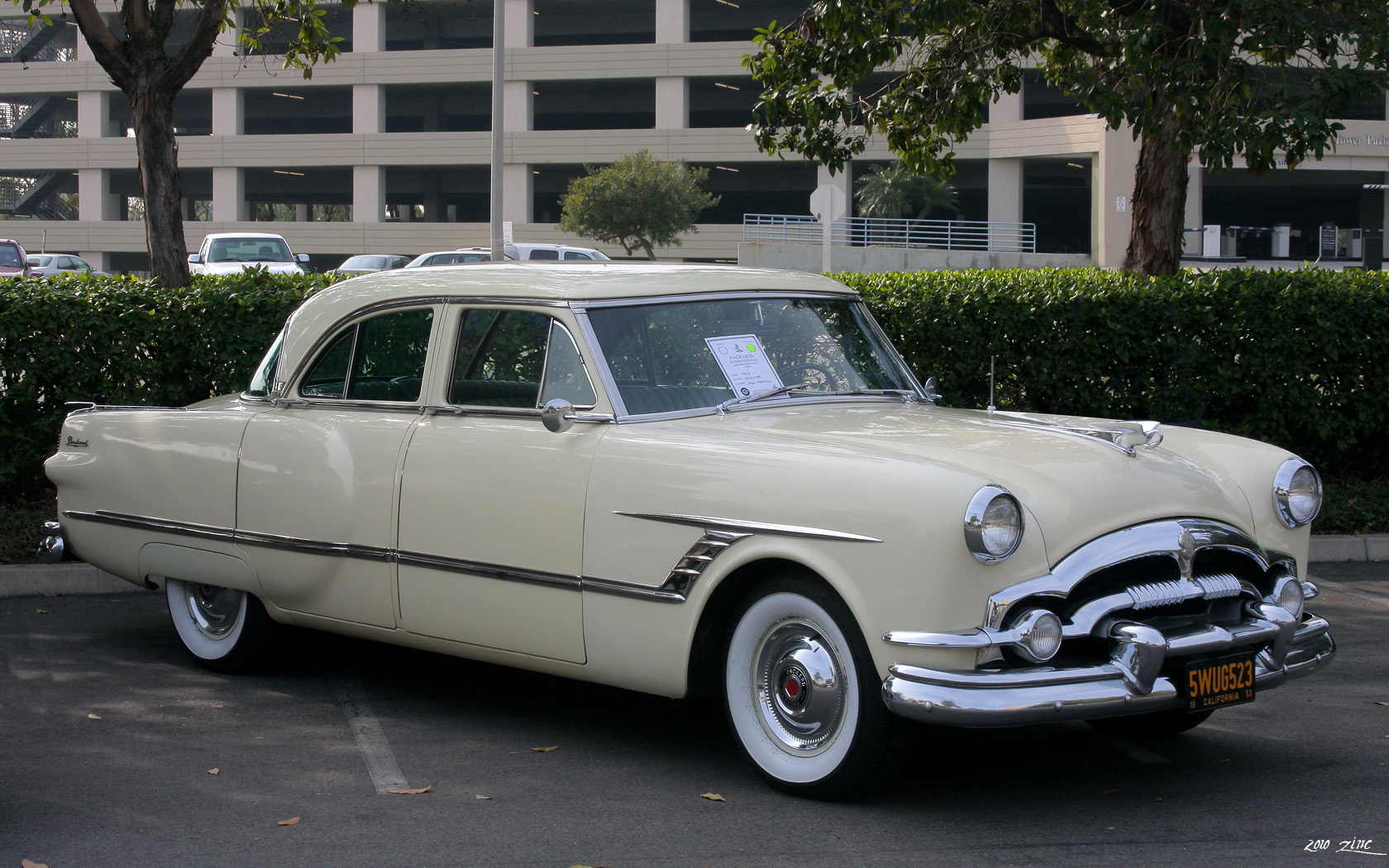
Packard Cavalier 5402

А от інші машини отримали новий 5.9 л 212-сильний агрегат, це були: Patrician 5406; Patrician Custom 5426 з довгою базою, який став основою для лімузинів; Pacific, який замінив Mayfair; Caribbean, який базово оснащувався електричним омивачем фар, електричним приводом передніх сидінь, радіо з електричною антеною, електроприводом склопідйомників і гумою з білою смугою з боків.

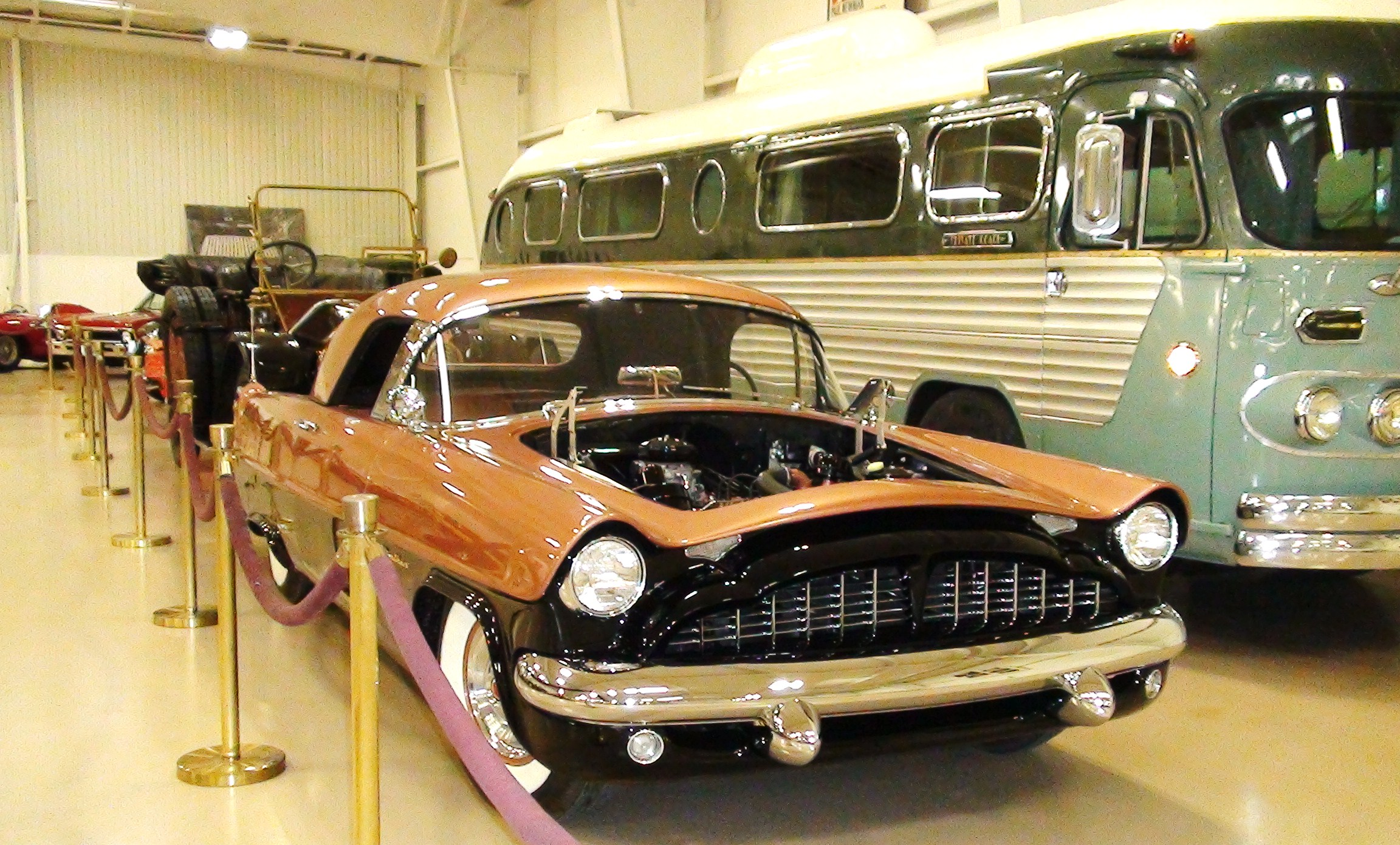
Packard Gray Wolf II

Для автовиставки будується 5 прототипів на базі Cavalier зі склопластиковими кузовами, 2 з них комплектуються компресорними моторами 5.9 л, допрацьованими МакГуллочем, ці автомобілі отримують назву Gray Wolf II на честь гоночного автомобіля початку століття, машини без компресора називаються Panter Daytona, назву «Дайтона» вони отримали на честь того, що на цій трасі машина розвинула 210 км/год (атмосферний мотор і 2-ступінчаста коробка передач).
Однак, незважаючи на все це, продажі впали до рекордної позначки, якої не було, починаючи з 11 серії, тобто всього було продано трохи менше 32 000 авто. Ненс прислухається до Менсона, глави фірми Nash Motors, який постійно твердить, що в «новий час» компаніям-одинакам не вижити, і який зливає фірми Nash і Hudson, утворюючи концерн American Motors.

## Компанія Studebaker-Packard Corporation

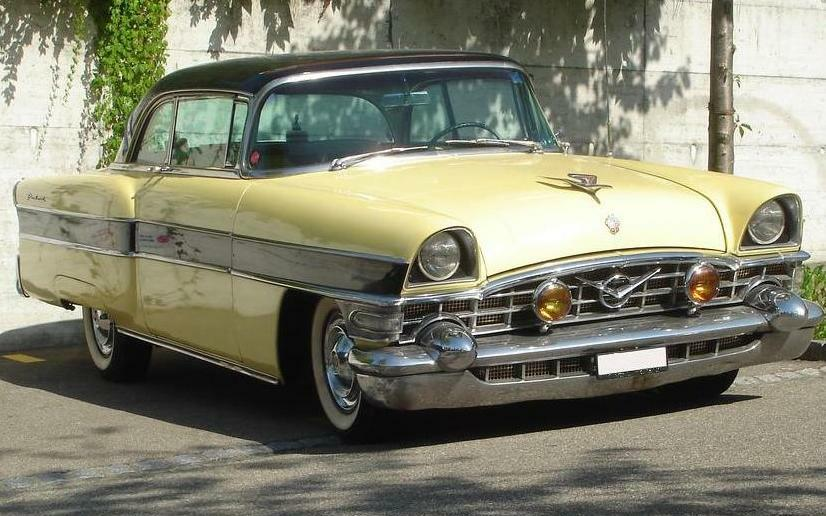
Packard Executive 5670 Sedan

Ненс йде по його шляху, і в червні 1954 року підписує угоду про злиття фірм Packard і Studebaker, утворюючи компанію Studebaker-Packard Corporation. Ненс розраховував на велику дилерську мережу фірми «Студебеккер», плюс повівся на «звіт» фірми, яка заявила, що вона продала 282 000 автомобілів, на ділі виявилося, що «Студебеккер» продав менше 82 000 авто. Ця угода виявилася фатальною.
В цей же час з бізнесу виходить давній партнер фірми «Паккард» — фірма Henney, яка будує автомобілі з кузовом лімузин, ембюленс і катафалк на базі «Паккардів». «Паккард» терміново підписує угоду з компанією Derham, в цей час Ненс підписує другу фатальну угоду — про придбання колишнього заводу фірми Briggs для виробництва кузовів. Справа в тому, що власні виробничі потужності дозволили б випускати по 100 кузовів на годину, у той час, як приміщення «нового» заводу заледве могли давати по 25 кузовів за цей же час. Так що фірма стала не справлятися з поставкою замовлень, і що найстрашніше, якість кузовів була жахлива, що сильно вдарило по іміджу фірми, оскільки ніколи до цього таких проблем у компанії не було.
Але Ненс не сидить на місці, він вирішує запустити в серію мотор конфігурації V8, оскільки вже всі конкуренти перейшли на такі мотори, тільки «Паккард» все ще випускає стару рядну вісімку. V8 був спроектований ще 10 років тому, але все ще не вирішувалися його запустити у виробництво, і ось момент істини настав.
Одночасно Форест МакФарланд і Джон ДеЛореан конструюють нову коробку автомат Twin Ultramatic.
У підвіску нарешті впроваджують винаходи Еллісона, тобто вона стає торсіонною, крім того, вона саморегулююча — Torsion Level Ride.
Модельний ряд 1955 року був таким:
Clipper DeLuxe 5540 — отримує новий мотор 5.2 л V8 — 225 к.с.;
Clipper Custom 5560 — має під капотом 5.8 л V8 з 245 к.с.;
Caribbean 5580 — теж мотор 5.8 л V8, але з 260 к.с.;

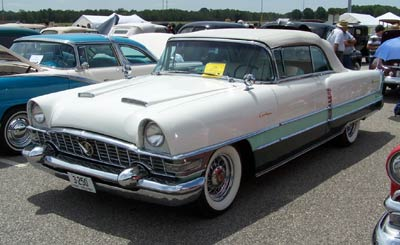
Packard Caribbean 5580

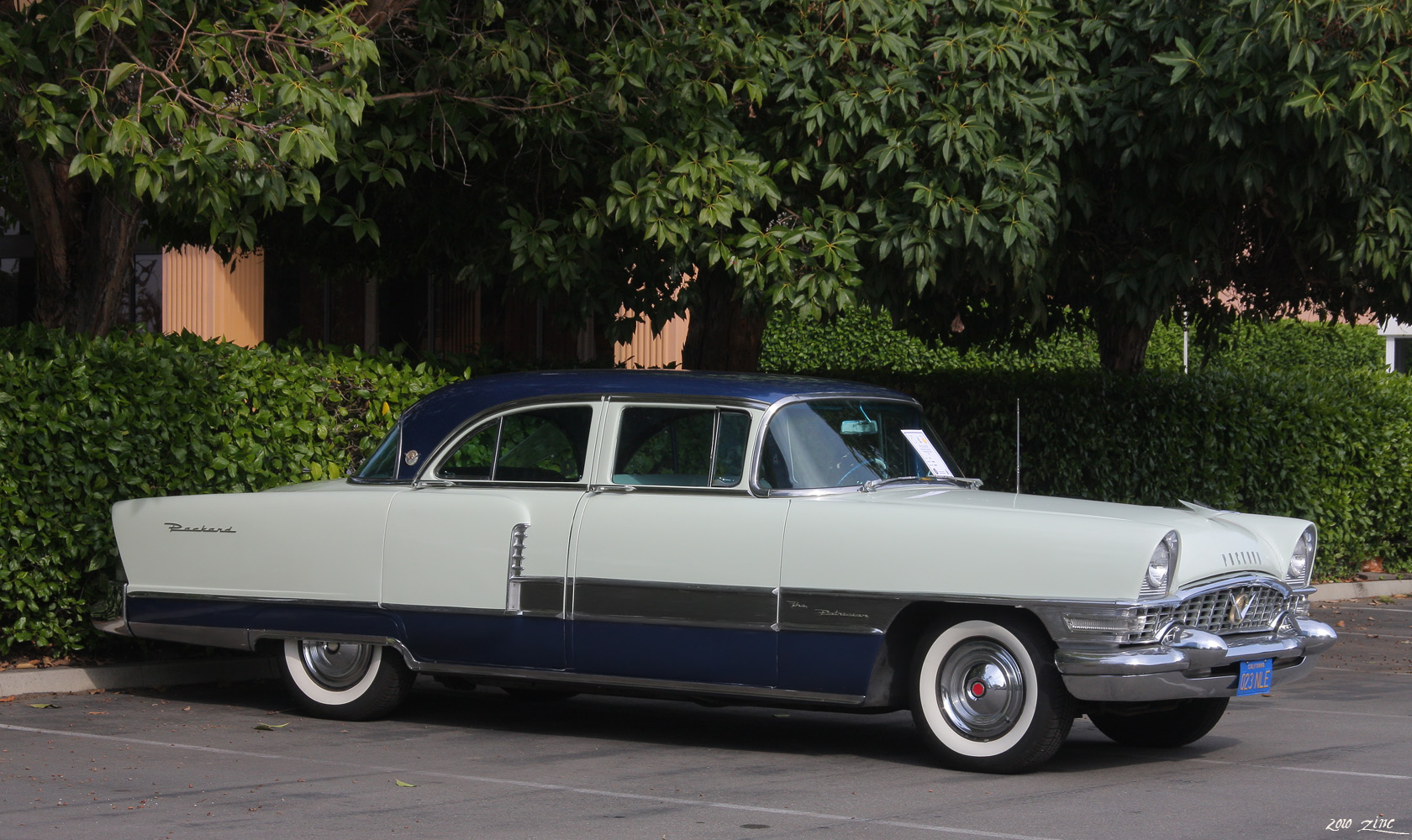
Packard Patrician 5580

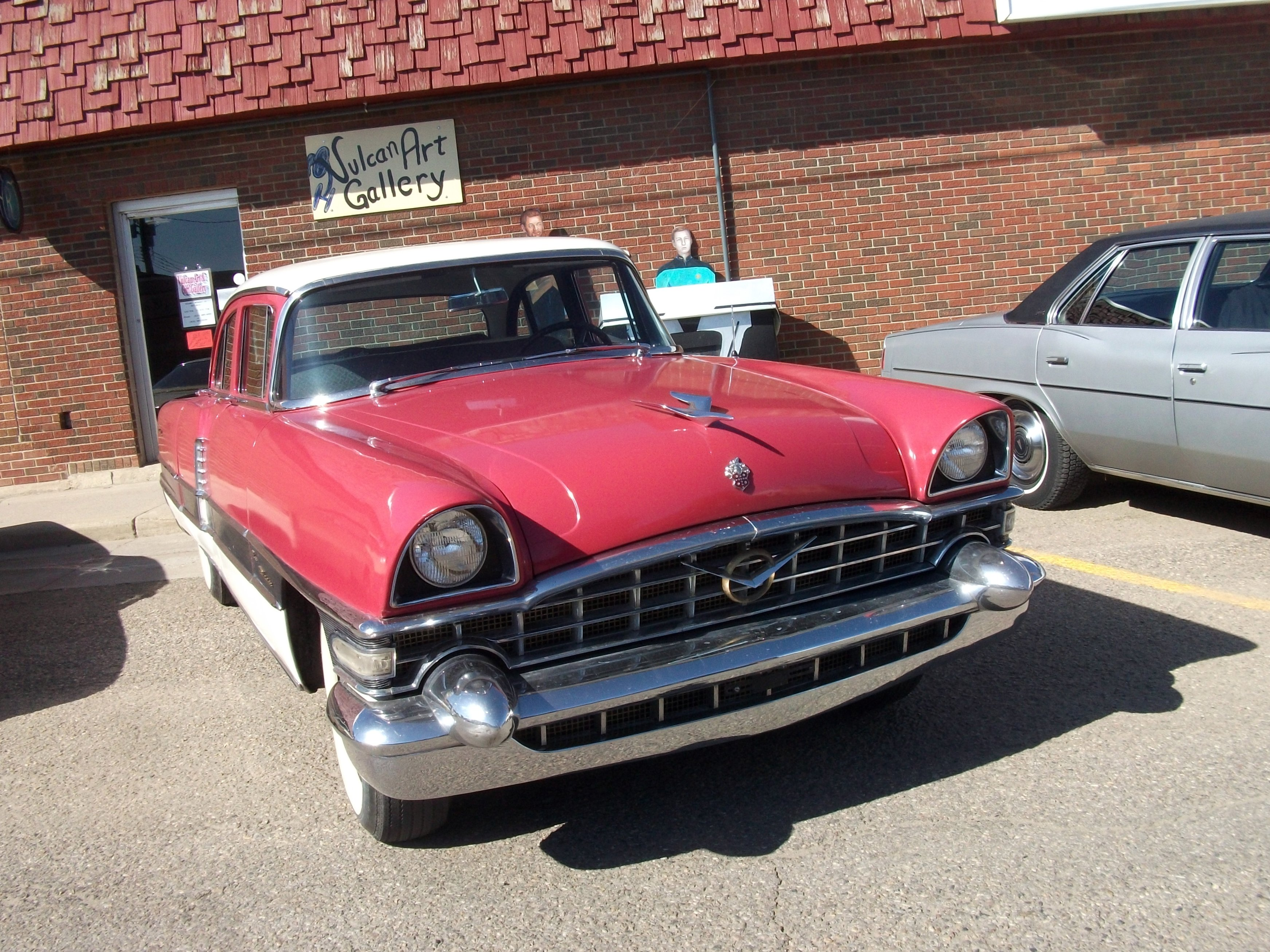
Packard Patrician 5580

Patrician 5580 і Four Hundred 5580 — точно такий же агрегат.
І знову в СРСР з'являються схожі автомобілі: ГАЗ 13 і ЗІЛ 111, приборна панель ЗІЛа навіть практично ідентична «Паккарду».
У цьому ж році будується прототип на базі хард-топа «Паккард 400», у якого решітка радіатора зроблена за мотивами авто 30-40-х років. Це було зроблено як експеримент, щоб подивитися на реакцію публіки, чи прийме вона традиційну решітку радіатора на автомобілях сучасного стайлінгу.
Продажі цього року досягли рівня 55 000 авто.
У 1956 році автомобілі отримують першими серед серійних автомобілів диференціал з підвищеним внутрішнім опором (LSD), в салоні з'являється кнопкове управління коробкою автомат — Touch Button. Всі моделі в базі мають торсійну регульовану підвіску.
Модельний ряд 1956 року склали моделі:
Clipper DeLuxe 5640 з мотором 5.8 л і потужністю 240 к.с.;
Clipper Custom 5660 має мотор такого ж об'єму, але форсований до 275 к.с.;
Executive 5670 — 5.8 л, це була машина, побудована на базі «Кліппер Кастом», але із зміненими крилами, вона стояла на сходинку вище «Кліппер Кастом», скорочуючи розрив між «КК» і «Патрицієм»;
Patrician 5680 — має той же мотор 5.8 л, але з віддачею в 290 к.с.;
400 5680 — та ж технічна начинка, що і у «Патриція»;
Caribbean — топова модель марки з найпотужнішим мотором на ринку США, її мотор розвивав всі 310 к.с..

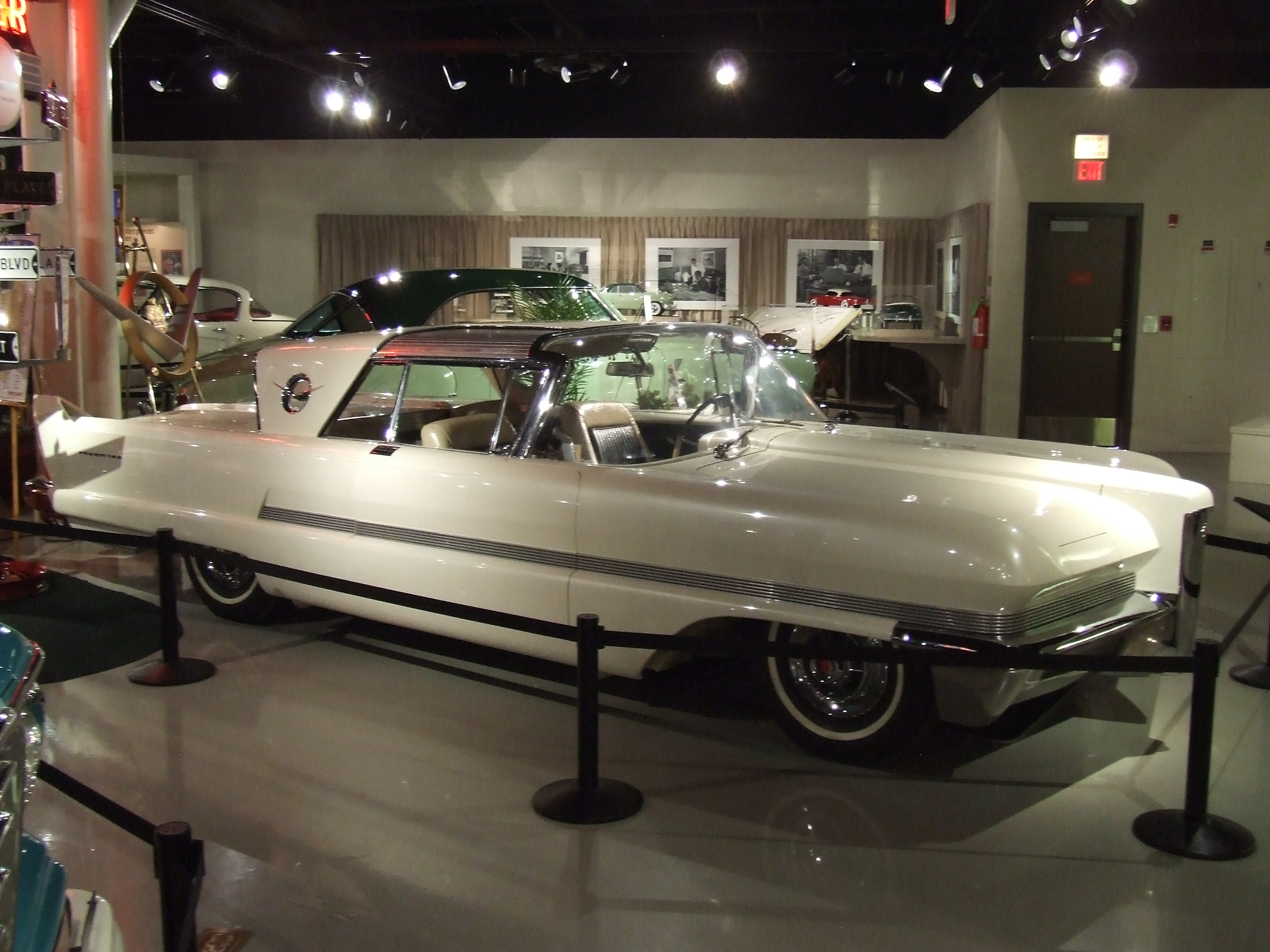
Packard Predictor

На Чиказькій автомобільній виставці 1956 року був представлений прототип Predictor, який був побудований на базі «Патріціан», але мав мотор, потужністю 300 сил, це був повністю ходовий автомобіль, кузов його був зроблений зі скловолокна фірмою Ghia, проте цій машині не судилося стати серійною (хоча деякі елементи дизайну можна було побачити через кілька років на серійних «Лінкольн»). Цей автомобіль був пофарбований білою перламутровою фарбою, мав характерні кили задніх крил (вони-то і були скопійовані) і вихлопна система була вбудована в задній бампер, фари були «сліпими», мода на них з'явилася тільки майже 10 років по тому.
До цього часу компанія вклала величезні кошти в будівництво нового моторного заводу, оскільки планувалася поставка V8 моторів компанії American Motors, але АМ сама сконструювала мотор, і угода не відбулася, у підсумку фірма зазнала величезних збитків.
У травні 1956 року фірма Curtiss-Wright пропонує угоду з фірмою Studebaker-Packard про фінансову допомогу, але за умовами договору фірма повинна продавати через дилерську мережу фірми Studebaker автомобілі марки Mercedes-Benz.
На початку червня Ненс, не бажаючи йти на це, подає у відставку і йде з посади президента компанії. 22 червня завод випускає останній мотор фірми «Паккард», а через 3 дні, в понеділок, із заводу виходять останні 42 машини, причому, останньою була модель Patrician. Цього ж дня звільняють більше 1400 працівників фірми «Паккард». У підсумку за 1956 рік було продано всього близько 13 000 автомобілів.

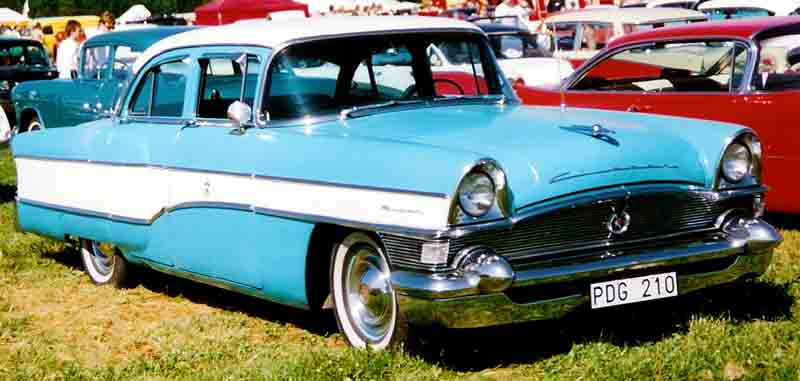
Packard Clipper 57L

Незабаром, слідом за Ненсі, у відставку подає колишній глава «Студебекера» — Хоффман, на пост президента стає Черчиль, він і підписує угоду з «Кертіс-Райт». Тоді ж вирішується майбутнє бренду «Паккард». Рада вирішує будувати автомобілі 1957 модельного ряду на базі Studebaker President Custom із застосуванням елементів навісних деталей Packard Executive 1956 року, під капотом повинен буде стояти «Студебекеровський» мотор V8, об'ємом 4.7 л, оснащений компресором McCulloch і який розвиває 275 к.с.. Як коробку передач пропонується використовувати коробку фірми Barg-Warner, яка аналогічна тій, що ставиться на «Форди».
Восени 1956 року «Кертіс-Райт» закриває завод «Паккарда» в Детройті, все обладнання розпродається, а весь конструкторський архівний матеріал відправляється в піч на електростанцію. Тоді ж завод в Утіку і тестова траса «Паккарда» продається «Форду», інші приміщення були знесені. Автомобілі марки «Паккард» будуть збиратися на заводах «Студебекер» в Мічиган.
Тим часом запущена в січні 1957 року в виробництво нова модель Packard Clipper була настільки жахлива за якістю, що продажі катастрофічно впали до 4800 примірників за рік.
На 1958 рік вирішують відмовитися від моделі «Кліппер» і вивести нові моделі, перша отримує назву 58L, друга — Hawk.
Перша була побудована на базі Studebaker Starlight, другий був перелицьованим Golden Hawk. Автомобілі оснащувалися тим же 4.7 л мотором, тільки тепер в атмосферному варіанті, який видавав 225 к.с., проте хард-топ «Хоук» оснащувався компресорною версією, яка розвивала ті ж 275 к.с..

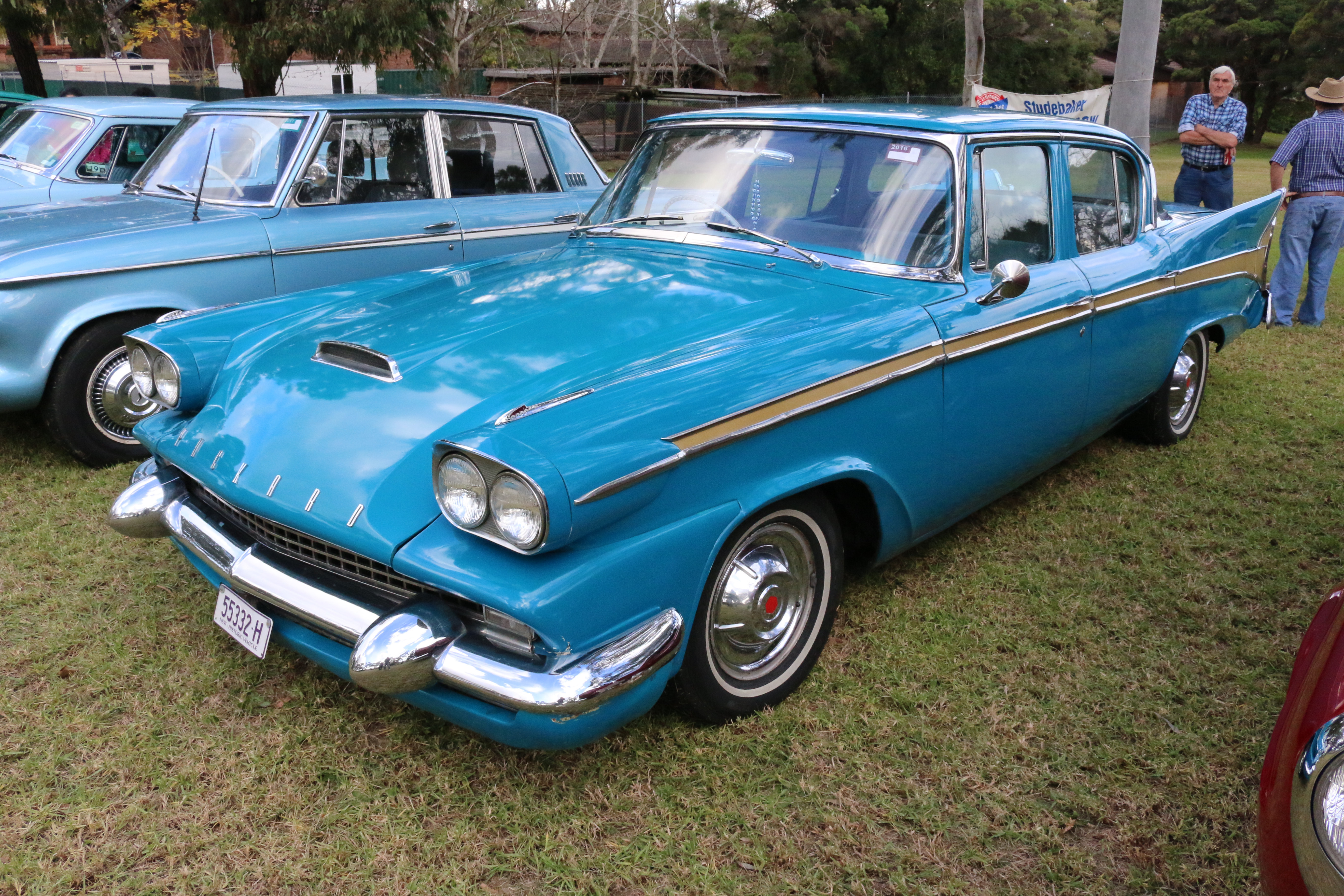
Packard 58L Sedan

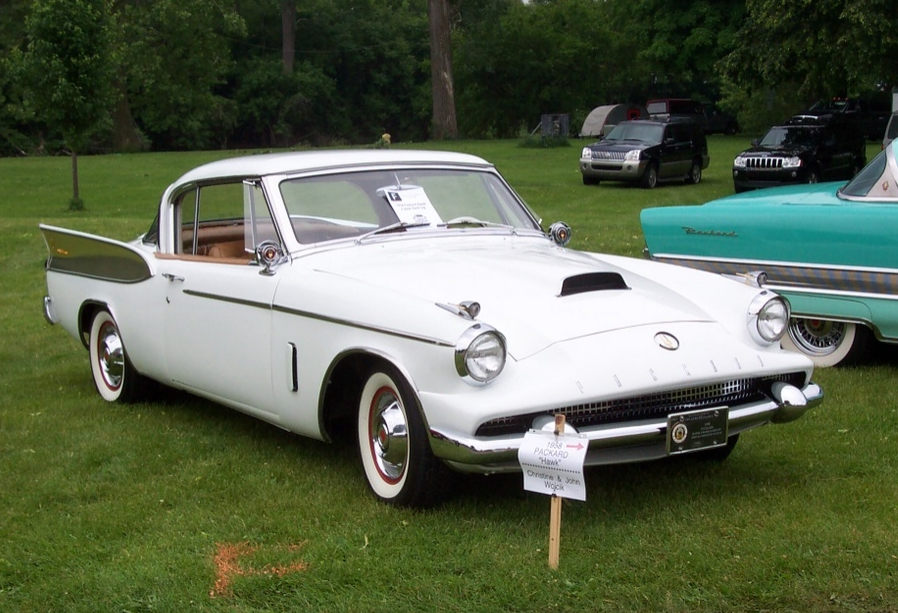
Packard Hawk 58LS Sport-Hardtop

Зовні Packard Hawk відрізнявся від Studebaker Golden Hawk обвісом, Дункан МакРей, щоб здешевити проект, запропонував виготовляти склопластикові «подовжувачі» передка і задніх крил, у результаті і ці машини не користувалися популярністю, і за 1958 рік було продано всього близько 2600 автомобілів, з яких було вироблено близько 1200 седанів 58L, 800 автомобілів припадало на купе-хардтоп й універсали 58L, і трохи менше 600 — на модель Hawk.

## Припинення виробництва автомобілів. Закриття компанії
13 липня 1958 року було оголошено про припинення виробництва автомобілів марки Packard. Автомобільний бренд, який проіснував майже 60 років, який успішно пережив кризу кінця 20-х — початку 30-х, коли в небуття пішли легенди американського автопрому: Peerless, Pierce-Arrow, Marmon, Duesenberg та ін., безславно був зданий в архів.

## Спроби відродження марки
У 1959 році Жан Даніно, глава фірми Facel-Vega, запропонував воскресити марку Packard. Він запропонував продавати перелицьовані Facel-Vega Excelence під маркою Packard, проте тут втрутився Daimler-Benz, який заявив, що знайде іншого представника фірми в США, зваживши всі за і проти, керівництво вирішило, що дохід від продажів «Мерседесів» був би більш істотним, ніж сумнівна угода з «Фасел-Вега».
У 1962 році з назви корпорації Studebaker-Packard нещадно було видалено назву «Паккард», правда, і просто «Студебекер» через 4 роки повторив історію свого побратима.
У 1978 році Бадд Бейліфф, великий фанат фірми «Паккард», купує права на торгову марку, в 1979 році він засновує фірму Bayliff Coach Corporation в місті Ліма, штат Огайо. Спочатку він будував свої автомобілі на базі Cadillac, до яких прилаштовували задню і передню частину в ретро стилі, причому, перед мав ґрати радіатора в класичному стилі.
Автомобілі цього періоду дуже схожі на творчість фірми, яка будувала автомобілі марки Stutz, так що їх часто плутали.
У 1986 році Бейліфф перейшов на передньопривідну платформу, ставши використовувати донором Buick Riviera.
У 1992 році Бейліфф починає будувати свої «Паккарди» на зовсім доступній базі — Ford Crown Victoria, або з кузовом купе на базі Mercury Cougar.
У цьому ж році він продає право на марку «Паккард» канадському мільйонерові Рою Галліксону всього за 50 000 доларів.
У 1996 році Галліксон зі своєю командою починають розробляти автомобіль, який мав би власну конструкцію. У 1998 році машина була представлена. Ця машина має просторову алюмінієву раму, на яку встановлений 8.6 л 12-циліндровий авіаційний мотор фірми Ryan Falconer Industries, потужністю 573 к.с., коробка передач була від «Дженерал Моторс», був постійний повний привід (35:65). Кузов був виконаний з алюмінію. Вся ця конструкція, по завірянню господаря фірми Packard Motor Car Corporation, розганяється до 100 км/год за 4.8 секунди.
На проект було витрачено близько 800 тисяч доларів, що не так вже й багато насправді, всі бажаючі могли купити такий автомобіль приблизно за 160 000 доларів. Однак, крім єдиного прототипу з кузовом седан більше нічого не було побудовано. Для випуску першої партії автомобілів (всього планувалося побудувати 70 екземплярів) треба 10-12 замовлень, що не було зібрано.
Нині ця фірма продає запчастини до класичних «Паккардів», оскільки має на це офіційне право.

## Список легкових автомобілів Packard
- 1899 — Packard A
- 1900 — Packard B
  - Packard C
- 1901 — Packard F
- 1902 — Packard G
- 1903 — Packard K
- 1904 — Packard L
- 1905 — Packard N
  - Packard S
- 1907 — Packard Thirty
- 1909 — Packard Eighteen
- 1912 — Packard 1-48
- 1913 — Packard 2-48
  - Packard 1-38
- 1914 — Packard 3-48
  - Packard 4-48
  - Packard 2-38
- 1915 — Packard 5-48
  - Packard 3-38
- 1916 — Packard Twin Six
- 1921 — Packard Single Six
- 1924 — Packard Single Eight
- 1925 — Packard Six
  - Packard Eight
- 1929 — Packard Standard Eight
  - Packard Custom Eight
  - Packard DeLuxe Eight
  - Packard Speedster Eight
- 1931 — Packard Twin Six
  - Packard Light Eight
- 1933 — Packard Eight
  - Packard Super Eight
  - Packard Twelve
- 1935 — Packard 120
- 1937 — Packard 115C
- 1938 — Packard Six
- 1940 — Packard 110
  - Packard 160
  - Packard 180
- 1941 — Packard Clipper
- 1942 — Packard Clipper Special Six
  - Packard Clipper Custom Six
  - Packard Clipper Six
  - Packard Clipper Eight
  - Packard Clipper DeLuxe Eight
  - Packard Clipper Super Eight
  - Packard Clipper Custom Super Eight
- 1948 — Packard Standard Eight
  - Packard DeLuxe Eight
  - Packard Super Eight
  - Packard Custom Eight
- 1951 — Packard 200
  - Packard 300
  - Packard 400
  - Packard 250
- 1953 — Packard Clipper
  - Packard Clipper DeLuxe
  - Packard Caribbean
  - Packard Mayfair
  - Packard Cavalier
  - Packard Patrician
- 1954 — Packard Clipper Special
  - Packard Clipper Super
  - Packard Patrician Custom
  - Packard Pacific
- 1955 — Packard Clipper Custom
  - Packard 400
- 1956 — Packard Executive
- 1957 — Packard Clipper 57L
- 1958 — Packard 58L
  - Packard Hawk
- 1981 — Packard Custom Coupe
- 1992 — Packard Custom Sedan